# Saab Automobile
Saab Automobile war ein schwedischer Automobilhersteller und ein Unternehmen der Automobilindustrie, der vor allem für seine innovativen und sicherheitsorientierten Fahrzeuge bekannt war. Gegründet 1947 als Produktionssparte des Flugzeugherstellers Saab (Svenska Aeroplan Aktiebolaget; Anhörenⓘ), verband das Unternehmen skandinavisches Design mit technologischem Fortschritt und spielte über mehr als sechs Jahrzehnte eine prägende Rolle in der Automobilindustrie. Trotz zahlreicher Übernahmen und strategischer Neuausrichtungen prägten Modelle wie der Saab 900 das Bild einer Marke, die sich durch Individualität und Ingenieurskunst auszeichnete.
SAAB-Scania AB entstand 1968/69 aus der Fusion von SAAB AB (gegründet 1937) und Scania-Vabis AB (gegründet 1891) und firmierte bis 1990 unter diesem Namen. Das Unternehmen hatte seinen Sitz in Trollhättan.
Von 2000 bis 2010 war Saab eine Tochtergesellschaft des US-Konzerns General Motors (GM). Im Februar 2010 verkaufte GM den Großteil des Unternehmens an den niederländischen Sportwagenhersteller Spyker Cars. Nach der erneuten Insolvenz 2011 übernahm 2012 die neu gegründete National Electric Vehicle Sweden (NEVS) unter chinesischer Führung (NME Holdings Ltd.) das Unternehmen. NEVS konzentriert sich per Dezember 2024 auf den Verkauf der Elektrolimousine Emily GT sowie der autonomen Mobilitätsplattform PONS, um seine Liquidität zu sichern.
Hedin Parts and Logistics AB (früher Orio AB, zuvor Saab Automobile Parts) stellt weiterhin Ersatzteile für Saab-Fahrzeuge her.

## Geschichte

### Als eigenständiger Automobilhersteller
Der erste Pkw war der Saab 92001, der am 10. Juni 1947 vorgestellt wurde und ab 1949 als Saab 92 in Serie ging.

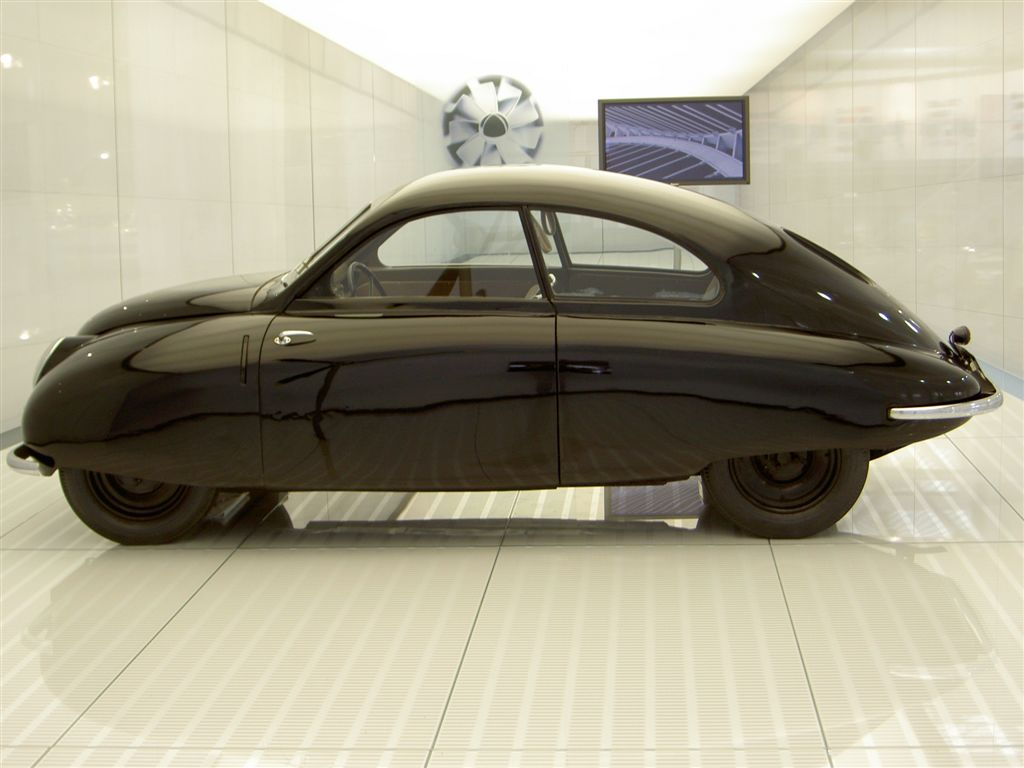
Der Ursaab, entworfen für das Nachkriegseuropa unter der Leitung von Gunnar Ljungström

Einer der prominentesten Befürworter, dass Saab auch Personenkraftwagen herstellt, war damals Marcus „Dodde“ Wallenberg. Als Mitgründer der Saab AB, Mitglied der Wallenberg-Dynastie und Saab-Anteilseigner über die Investor AB, prägte er und später sein Sohn Peter „Pirre“ Wallenberg die Unternehmensgeschichte von Saab bis ins Jahr 2000 mit. Der Saab 92 wurde über einen langen Zeitraum weiterentwickelt und wurde so zum Saab 93 und 96. 

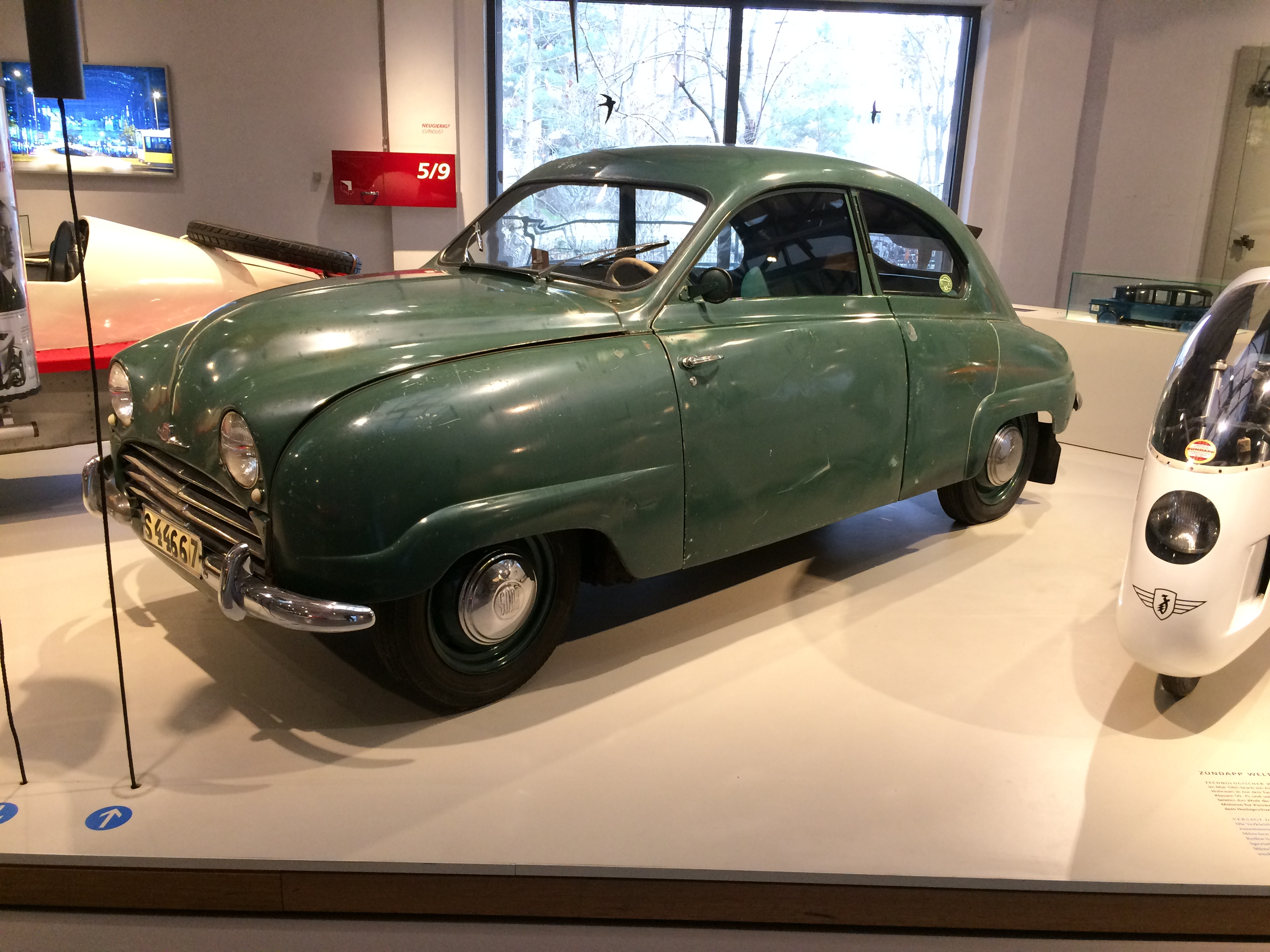
Der Saab 92 im Deutschen Technikmuseum mit dem von Hans Müller konstruierten wassergekühlten Zweizylinder-Zweitaktmotor

Innenansicht der SAAB-Fabrik in Trollhättan im Jahr 1963: Arbeiter montieren Autokarosserien des Saab 96 und 95 an einer Produktionslinie.

 Als zweite Baureihe wurde 1968 der größere 99 eingeführt, der eine Neuentwicklung darstellte und später auch zum 900 (mit vielen Gleichteilen) weiterentwickelt wurde. 1969 übernahm Saab den Lkw-Hersteller Scania und firmierte fortan als Saab-Scania AB.

#### Die Erfindung des Combi Coupé
1974 erschien eine Variante des 99, für die Saab den Begriff Combi Coupé (CC) prägte, um sie von der bereits 1968 eingeführten, sogenannten Sedan-Limousine des 99 zu unterscheiden. Die Bezeichnung sollte den Anspruch ausdrücken, die praktischen Vorzüge eines Kombis mit der Sportlichkeit eines Coupés zu verbinden. Auf dem US-amerikanischen Markt nannte Saab das Combi Coupé „Wagonback“. Bereits 1970 stellte Saab mit dem Saab Sonett III ein Fließheck-Coupé vor und übernahm diese Karosserieform bis ins 21. Jahrhundert bei zahlreichen weiteren Modellen.
Die drei- und fünftürigen Stufenheck-Modelle der Baureihe 900 (ab 1980) und 99 bezeichnete Saab als Sedan. Die drei- und fünftürigen Fließheck-Modelle hingegen weiterhin als Coupé, die jedoch teilweise mit den Sedan-Modellen auf der gleichen Plattform basierten. Bei den ab Mitte der 1980er-Jahre erscheinenden 9000er-Modellen verwenderte Saab die Abkürzung CC für die Fließheck-Version bis Modelljahr 1991. Ab dem Modelljahr 1992 führte Saab für die Fließheckmodelle die Bezeichnung CS („Combi Sedan“) ein, während CD für die Stufenheck-Limousine stand.

#### Vom Coupé zum Cabriolet
Auf Initiative des Saab-Vorstands in den USA, Robert J. „Bob“ Sinclair, wurde 1983 beschlossen, eine Cabrio-Variante des Saab 900 zu entwickeln und auf der IAA in Frankfurt vorzustellen.

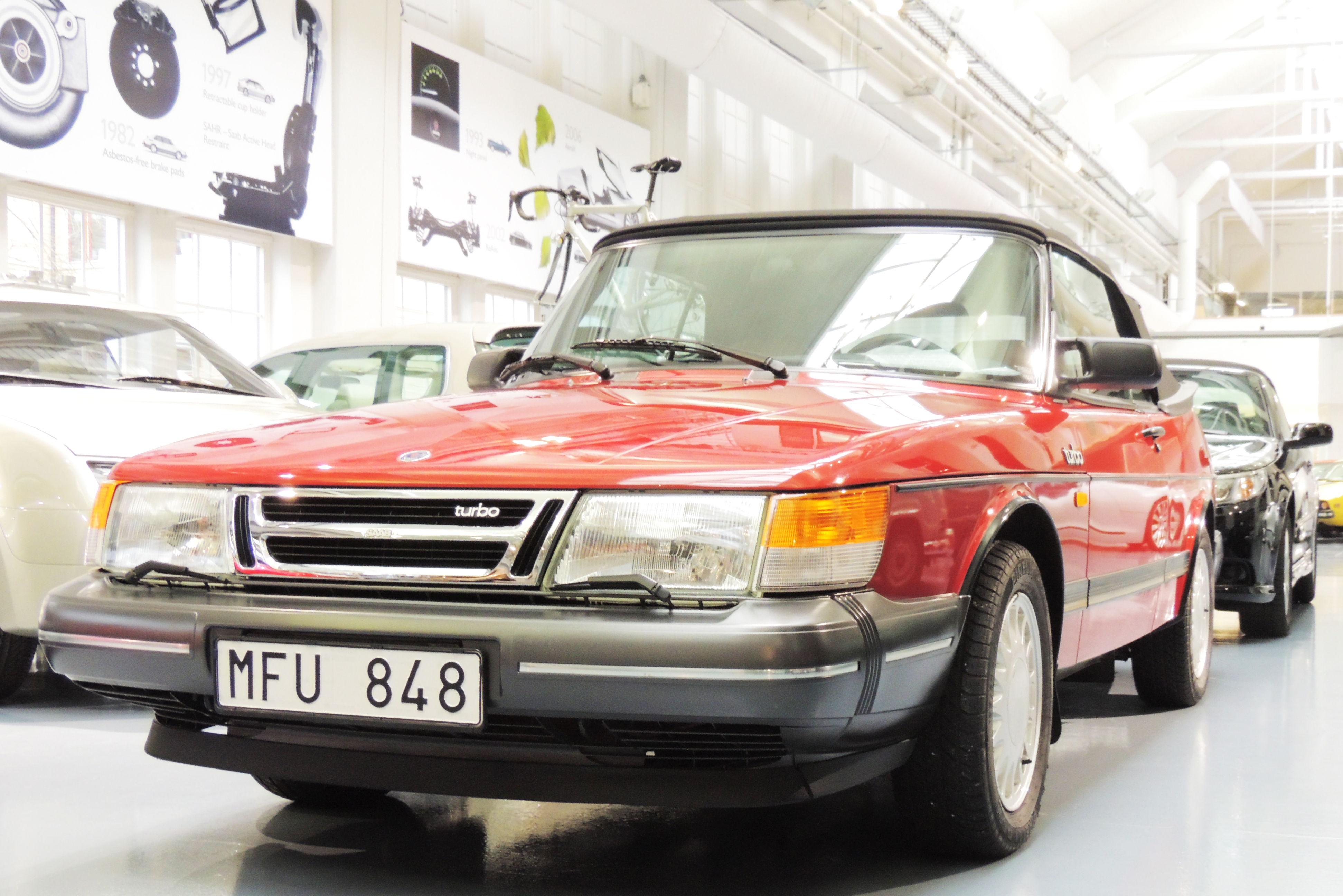
Das Saab 900 Cabriolet im Saab Car Museum in Trollhättan: gebaut von 1986 bis 1993. Ursprünglich für den US-Markt konzipiert, avancierte es zum internationalen Klassiker.

### Joint Ventures und Kooperationen
Saab vertrieb den Lancia Delta in Skandinavien als Saab 600 (1980–1986) und war auch an der Entwicklung beteiligt. Obwohl das Fahrzeug selbst kein kommerzieller Erfolg war, wurde als zweites gemeinsames Projekt ein Modell der gehobenen Mittelklasse entwickelt: Saab brachte den großen 9000 (1985–1998) auf den Markt, und Lancia den Thema. Beide Modelle wiesen jedoch auch in technischer Hinsicht in vielen Bereichen eigenständige Lösungen auf. Der Joint-Venture-Entwicklung – auch als »Club der Vier« (›De Fyras Klubb‹ / ›Type Four‹) bekannt – schlossen sich später auch FIAT (mit dem Croma) und Alfa Romeo (mit dem 164) an. Der 9000 war bis 1997 das größte gebaute Saab-Modell (danach 9⁵). Mehrere gescheiterte Versuche, aus dem 9000 einen Nachfolger des 900 zu marktfähigen Preisen zu entwickeln, führten dann bei Saab-Scania zur Suche nach einem geeigneten Partner für die weitere Entwicklung der Automobilsparte, der 1989 mit General Motors gefunden schien.

#### 1989 bis 2009: Übernahme durch GM
Nach Verlusten im Automobilsektor im Jahr 1989 und gescheiterten Kooperationsplänen mit Ford ging Saab-Scania im Dezember 1989 eine Partnerschaft mit dem US-Konzern General Motors ein. Im März 1990 wurde dann mit dem Fahrzeugbereich der Saab-Scania AB das Joint Venture Saab Automobile AB gegründet, an dem GM und Saab zu je 50 % beteiligt waren. Seit der erneuten Ausgliederung der Scania AB firmierte der Mutterkonzern als Saab AB.
Seit dem Einstieg von General Motors wurden viele Teile aus dem Konzernverbund verwendet (z. B. Epsilon-Plattform und GM-Powertrain-Motorblöcke). Saab-spezifische Optimierungen gab es jedoch bei den Motoren (eigene Motorelektronik Trionic 8, Turbolader) und dem Fahrwerk (mitlenkende Hinterachse). Während das kleine Portfolio durch die extern gefertigten X-Modellen ergänzt wurde, sollte die Gemeinschaftsentwicklung Cadillac BLS (gemeinsam mit Cadillac) für eine bessere Auslastung der Produktion sorgen.
Das erste Produkt der neuen Unternehmensstruktur war die zweite Generation des 900, die 1993 auf den Markt kam und auf der von Opel entwickelten Plattform „GM2900“ basierte, die unter anderem im Opel Vectra zum Einsatz kam. Die Modelle dieser Ära wurden maßgeblich von Einar Hareide gestaltet.

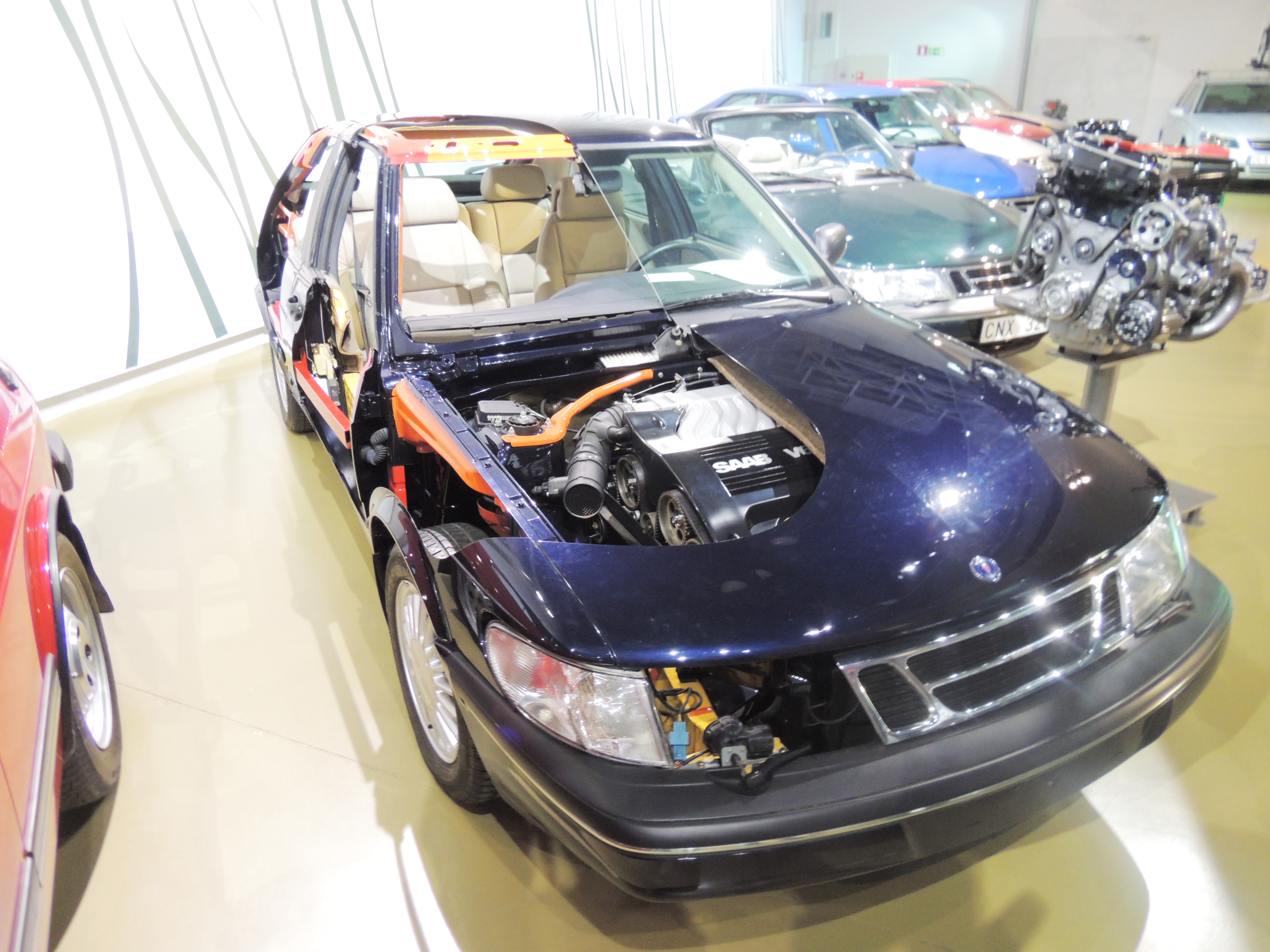
Mit dem Einstieg von GM bot Saab erstmals einen V6-Motor an, der aus dem Opel-Programm stammte und bei Vauxhall gebaut wurde.

Im Januar 2000 verkaufte Saab AB seine restlichen Anteile. Die Saab Automobile AB war damit vollständig im Besitz von General Motors.
Mit Ausnahme einer kurzen Erfolgsphase in den 1990er Jahren erwirtschaftete Saab Automobile seit 1989 Verluste, die durch entsprechende Umsatzbuchungen des Mutterkonzerns GM verursacht wurden. Im Rahmen der konzerninternen Arbeitsteilung übernahm Saab auch Entwicklungs- und Produktionsleistungen für den Gesamtkonzern.
Seit 2004 erfolgte die Steuerung durch die GM Europazentrale in der Schweiz. Die Saab-Division GM Powertrain Sweden war innerhalb des GM-Konzerns für die gesamte Motorenentwicklung im Bereich der Turbo- und Bioethanoltechnologie zuständig. Das Unternehmen verzeichnete 2007 einen operativen Verlust von umgerechnet 201 Millionen Euro nach 267 Millionen Euro im Vorjahr.
Die ursprünglich zu GM Powertrain Sweden gehörenden Werke für Motoren und Getriebe sind 2008 verkauft worden. Im Herbst 2009 erfolgte die Konzentration aller Design- und Entwicklungsaktivitäten in Trollhättan. Zu Saab Automobile gehörten damit 2009 noch das Werk und die Entwicklungsabteilungen in Trollhättan, sowie ein Designzentrum und eine Marketing-Abteilung in Mölnlycke (nahe Göteborg).
Es wurde auch erwogen, den neuen Saab 9³ (ab ca. 2012) in einem Opel-Werk und/oder den neuen 9-5 (ab 2010) zusammen mit dem plattformgleichen Opel Insignia im GM-Werk Rüsselsheim, dem Stammwerk von Opel, zu bauen. Dafür sollte ab 2010 im Stammwerk in Trollhättan ein neuer, kleinerer Saab 9-1 (auch 9-2 genannt) auf der GM-Delta-Plattform gebaut werden. Auch der kommende 9-3 sollte auf dieser Delta-Plattform aufbauen, auf der ab Ende 2009 auch der neue Opel Astra J basierte.
Der durch die internationale Wirtschaftskrise schwer angeschlagene Mutterkonzern GM kündigte Mitte Februar 2009 an, die finanzielle Unterstützung für Saab zu reduzieren und das Unternehmen zum 1. Januar 2010 aus dem Konzern auszugliedern.

„Ich habe jahrelang versucht, meinen Chef bei GM davon zu überzeugen, dass wir Saab loswerden müssen, und es hieß immer: Warte auf nächstes Jahr, warte auf nächstes Jahr, warte auf nächstes Jahr – und das nächste Jahr kam nie. Es war eine alberne Marke, die nicht dem Mainstream entsprach, und jedes Mal, wenn sie dem Mainstream entsprach, verkauften wir keine Autos mehr. Und wenn es albern war, was die Automobilpresse liebte, gab es nur 100.000 Leute auf der ganzen Welt, die ihn haben wollten.“

Am 20. Februar 2009 beantragte das Unternehmen Gläubigerschutz („Företagsrekonstruktion“), eine Vorstufe der Insolvenz nach schwedischem Recht, kündigte aber gleichzeitig die Fortsetzung der Produktion an. Am 25. Februar 2009 musste die Produktion jedoch aufgrund einer Anordnung des schwedischen Zolls für einen Tag eingestellt werden. Das Unternehmen konnte die Zölle für die Materiallieferungen nicht mehr bezahlen. Die schwedische Regierung lehnte wiederholt notwendige Staatshilfen ab und ein neuer Eigentümer wurde nicht gefunden. Im Rahmen einer Umstrukturierung entließ Saab im April 2009 701 Beschäftigte. Bei Saab selbst waren Anfang 2010 noch ca. 3400 Mitarbeiter beschäftigt.

#### 2010 bis 2012: Übernahme durch Spyker
Am 11. Juni 2009 wurde bekannt, dass mit dem schwedischen Sportwagenhersteller Koenigsegg ein Käufer für Saab gefunden worden sei. Der Kauf wurde am 16. Juni 2009 vereinbart und sollte bis Ende des Jahres abgeschlossen sein, verzögerte sich aber zunächst durch die Nichtzusage von Krediten der Europäischen Investitionsbank (EIB) in Höhe von rund 450 Millionen Euro, die schließlich am 21. Oktober in Höhe von 400 Millionen Euro zugesagt wurden. Am 9. September 2009 wurde eine Vereinbarung über eine Minderheitsbeteiligung an der Koenigsegg Group zwischen Koenigsegg und der BAIC-Gruppe, die sich im Besitz der Stadt Peking befindet, bekannt gegeben.
Nach Verhandlungen über einen Komplettverkauf an die schwedische Koenigsegg Group im Oktober 2009 sagte diese am 24. November 2009 die Übernahme ab. Der chinesische Autokonzern BAIC übernahm Technologie und Fertigungsanlagen der Modelle 9³ und 9-5 YS3E.

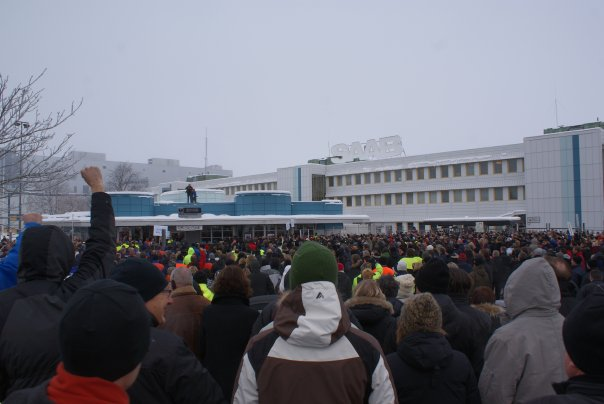
Am 12. Januar 2010 wurde die Arbeit im Saab-Werk in Trollhättan um die Mittagszeit niedergelegt, und etwa 3.500 Saab-Beschäftigte versammelten sich zu einer Demonstration vor dem Haupttor. Am selben Tag appellierten die Saab-Gewerkschaften auch an General Motors, Saab zu verkaufen, anstatt die Automarke zu liquidieren. Nur wenige Tage zuvor, am 8. Januar, hatte GM mit der Schließung des Werks begonnen und Liquidatoren ernannt, die das Werk abwickeln sollten.

Am 18. Dezember 2009 gab GM bekannt, dass die Verhandlungen über den Verkauf von Saab gescheitert sind und das Unternehmen zum Jahresende abgewickelt werden soll. Am 21. Dezember legte der niederländische Sportwagenhersteller Spyker ein neues Angebot vor. Zu einem neuen Fristablauf am 7. Januar 2010 lagen mehrere Gebote vor, unter anderem auch von Bernie Ecclestone. Am 26. Januar wurde bekannt gegeben, dass GM eine Einigung mit Spyker erzielt habe. Der Kaufpreis sollte sich auf 74 Mio. USD in bar und 324 Mio. USD in Form von Vorzugsaktien der Saab Spyker Automobile belaufen, die als Rechtsnachfolgerin von Spyker gegründet wurde, so dass GM weiterhin ein bedeutender Anteilseigner bleibe.
Der Verkauf hing noch von einem EIB-Kredit (400–550 Mio. EUR, je nach Quelle) ab, den Saab für Neuentwicklungen benötigte und für den der schwedische Staat bürgte. Die Aktionäre von Spyker stimmten der Übernahme des schwedischen Automobilherstellers Saab am 12. Februar 2010 zu. Am 23. Februar wurde der Verkauf abgeschlossen und Saab ging in den Besitz von Spyker über.

##### Unter Spyker
Aufgrund von Zahlungsrückständen hatten die Zulieferer von Saab Ende März 2011 damit begonnen, keine Komponenten mehr zu liefern. Saab musste daraufhin in der ersten Aprilwoche die Fahrzeugmontage im Werk Trollhättan einstellen. Anfang Mai wollte der chinesische Konzern Rongcheng Hawtai Automobile als strategischer Partner bei Saab einsteigen, musste diese Pläne aber bereits wenige Tage später aufgeben, da er die notwendigen Genehmigungen nicht beibringen konnte.
Am 16. Mai 2011 trat die chinesische Autohandelsgruppe Pang Da als Investor auf. Sie kündigte an, für 65 Millionen Euro 24 Prozent an der Muttergesellschaft Spyker Cars zu erwerben, in China Joint Ventures für Vertrieb und Produktion zu gründen und vor Ort Fahrzeuge von Saab und einer neuen chinesischen Marke zu produzieren. Nachdem Pang Da eine Vorauszahlung von 30 Millionen Euro für 1200 zu liefernde Fahrzeuge geleistet hatte, nahm Saab am 27. Mai die Produktion wieder auf. Bereits in der zweiten Juniwoche kam es zu einem erneuten Produktionsstopp, der wiederum mit Lieferengpässen begründet wurde.
Am 22. Juni 2011 scheiterten die Gespräche mit den Zulieferern über einen Zahlungsaufschub. Einen Tag später teilte eine Unternehmenssprecherin mit, dass Saab nicht in der Lage sei, die Löhne für den Monat Juni zu zahlen. In den folgenden Tagen nahm Saab einen Kredit bei einer Investmentgesellschaft auf, verkaufte 50 Prozent der Anteile an der eigenen Fabrik und erhielt eine Anzahlung für 582 Fahrzeuge von einem nicht genannten chinesischen Kunden. Auf diese Weise gelang es Saab, liquide Mittel in Höhe von insgesamt 66 Millionen Euro zu generieren, mit denen die Mitarbeiter am 29. Juni bezahlt werden konnten.
Während Saab die Juli-Löhne der Arbeiter pünktlich zum Monatsende auszahlte, wurden die Gehälter der rund 1600 Beschäftigten erst am 5. August überwiesen. Das Geld dafür hatte die Muttergesellschaft Swedish Automobile durch den Verkauf eigener Aktien an die Investmentgesellschaft GEM Global Yield Fund erhalten. Ende August musste Saab eingestehen, dass es auch im August nicht in der Lage war, die Beschäftigten pünktlich zu bezahlen. Als Grund gab das Unternehmen an, dass die von den Investoren zugesagten Gelder noch nicht eingetroffen seien. Von Gewerkschaftsseite wurde daraufhin angekündigt, bei weiteren Zahlungsverzögerungen rechtliche Schritte einzuleiten.
Nach der Bekanntgabe eines Halbjahresverlusts von 224 Millionen Euro beantragte Saab am 7. September 2011 Gläubigerschutz. Das Unternehmen wollte den Schutz nutzen, um sich zu restrukturieren und einem drohenden Insolvenzantrag der Gewerkschaften zuvorzukommen. Am 8. September 2011 lehnte das Amtsgericht Vänersborg den Antrag mit der Begründung ab, dass kein glaubwürdiges Konzept für eine nachhaltige Sanierung vorliege. Das Mutterunternehmen Swedish Automobile kündigte am selben Tag an, gegen die Entscheidung Berufung einzulegen. Am 12. September reichten zwei Arbeitnehmergewerkschaften einen Insolvenzantrag gegen Saab ein, um die ausstehenden Löhne ihrer Mitglieder zu sichern. Saab stellte den angekündigten Antrag auf Gläubigerschutz und teilte mit, dass man in Kürze eine Überweisung des chinesischen Unternehmens Youngman erwarte.
Am 23. Oktober 2011 teilte Saab mit, dass die Verträge mit den chinesischen Partnern gekündigt worden seien, da die Überbrückungsgelder für die Lohnzahlungen nicht überwiesen worden seien. Am 28. Oktober 2011 wurde bekannt, dass die beiden chinesischen Unternehmen Youngman und Pang Da für 100 Millionen Euro sämtliche Saab-Aktien von der Muttergesellschaft Swedish Automobile übernehmen wollen. Am 19. Dezember 2011 meldete Saab Insolvenz an, nachdem der bisherige Eigentümer General Motors alle Rettungspläne für den schwedischen Autobauer abgelehnt hatte. Dessen Zustimmung wäre für die Rettung notwendig gewesen, da Saab noch einige Patente aus der gemeinsamen Zeit nutzte, die nicht auf den neuen Eigentümer übergingen.

#### 2012 bis 2016: Übernahme durch NEVS

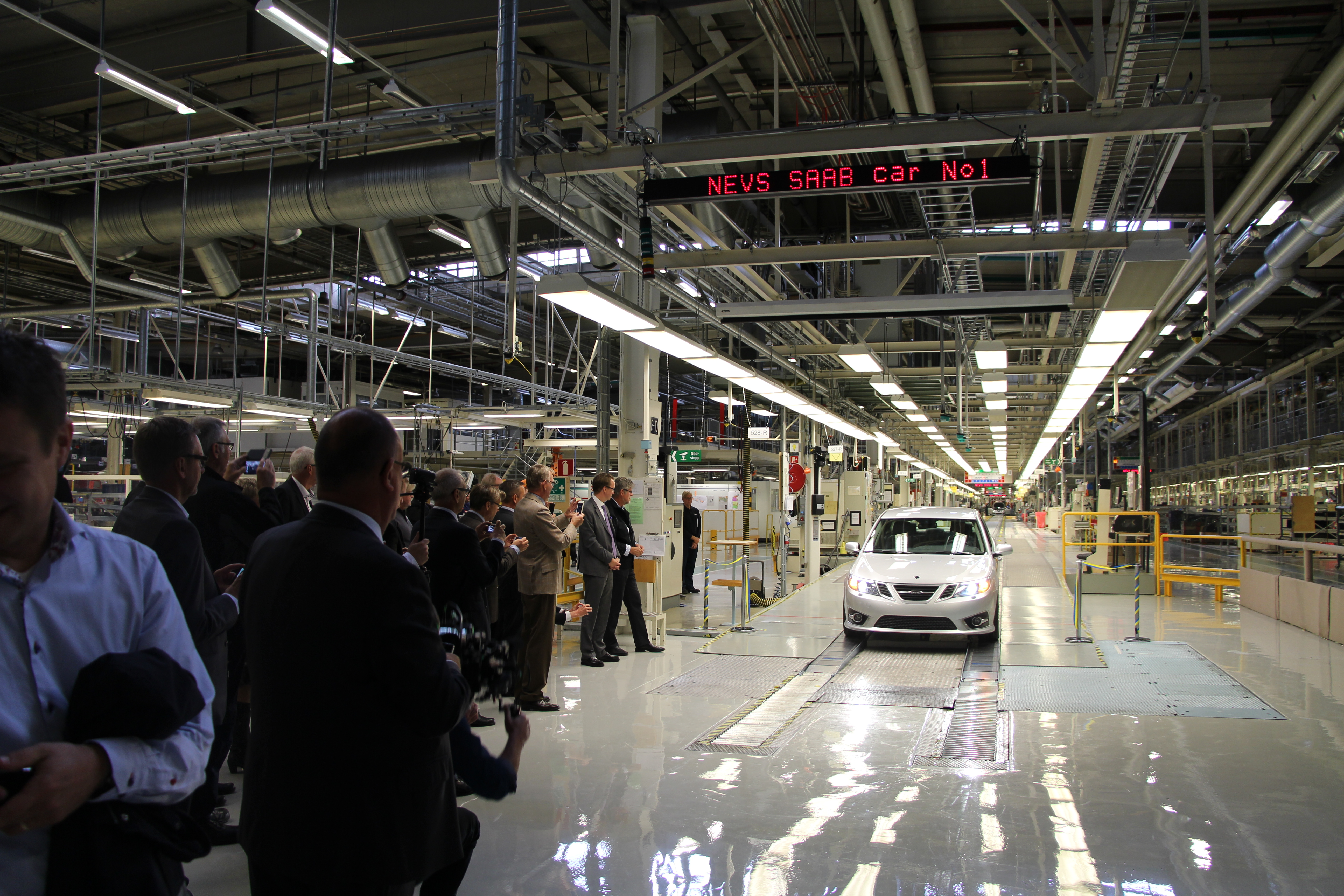
Am 18. September 2013 rollte in Trollhättan der erste Saab 9³ der Vorserie 2014 unter der Ägide von NEVS vom Band.

Das neugegründete Unternehmen National Electric Vehicle Sweden (NEVS) übernahm im Juni 2012 Anlagen und Immobilien der bisherigen Saab Automobile, ebenso die Rechte an ihren Fahrzeugen und der neuen Plattform Phoenix. NEVS wollte in Trollhättan Elektroautos entwickeln und ab 2014 auf den Markt bringen. Grundlage des ersten Fahrzeugs, das neben der Version mit Verbrennungsmotor ab 2014 auch als Elektrofahrzeug produziert werden sollte, ist der 9³ Griffin von 2011.
Zunächst erhielt man vom Luftfahrt- und Rüstungskonzern Saab AB die Rechte zur Nutzung des Namens Saab, nicht jedoch des alten Logos, das der Eigner Scania zukünftig exklusiv nutzen wollte. Im Jahr 2014 musste NEVS Gläubigerschutz beantragen; die Saab AB entzog daraufhin die Markennutzungsrechte. 2016 plante NEVS, ab 2017 die ersten neu produzierten Elektroautos auszuliefern. Diese sollten wie schon 2013 geplant auf dem Saab 9³ basieren, jedoch nach Wegfall der Nutzungsrechte an der Marke Saab unter dem eigenen Namen NEVS vermarktet werden. Zielmärkte waren zunächst China und Schweden.

##### 2014: Ausgliederung von Saab Parts
Das Ersatzteilgeschäft wurde Ende 2014 von NEVS an die staatliche Orio AB (ehemals Saab Automobile Parts AB) verkauft. Orio AB produzierte Ersatzteile im ehemaligen Saab-Werk in Trollhättan und übernahm die Versorgung der aktuellen Modelle mit den erforderlichen Ersatzteilen. 2022 verkaufte der schwedische Staat das Ersatzteilgeschäft für rund eine halbe Milliarde Kronen an die Hedin-Gruppe. Orio firmiert seitdem unter dem Namen Hedin Parts and Logistics AB. Der Schwedische Saab Club (SSKR) lässt ebenfalls seit 2023 Ersatzteile für ältere und neuere Saab-Modelle am alten Werksstandort Stallbacka in Trollhättan herstellen, und zwar in Zusammenarbeit mit TechROi, mit denen eine Vereinbarung über die Herstellung schwer zu beschaffender Ersatzteile und Komponenten geschlossen wurde.

##### 2022: Ende der staatlichen Beteiligung an der Orio AB
Im Juni 2022 wurde im Rahmen des Verkaufs der Orio AB an Hedin bekannt, dass der schwedische Staat 900 Mio. SEK aus dem Darlehen an die EIB für einen von Saab aufgenommenen und vom Staat garantierten Kredit verloren hat. Darüber hinaus verlor der Staat weitere Gelder, u. a. im Zusammenhang mit Zahlungen für staatliche Lohngarantien, die in dieser Summe nicht enthalten sind. Neben dem Staat haben auch viele andere durch die Insolvenz viel Geld verloren. Das schwedische Radioprogramm Ekot („Das Echo“) berichtete, dass unter anderem ehemalige Mitarbeiter und Lieferanten rund sechs Milliarden Kronen verloren hätten. Im Durchschnitt erhielten die meisten, denen der Autohersteller etwas schuldete, nach Angaben der Insolvenzverwalter etwa ein Zehntel des Geldes zurück.

## Unternehmensprofil

### Produktionsstätten und -Zahlen

#### Produktionsstandorte
Außer in Trollhättan wurden SAAB-Fahrzeuge in Schweden auch in Arlöv (1965–1990), Linköping (1959–1961) und Malmö (1988–1991) produziert.

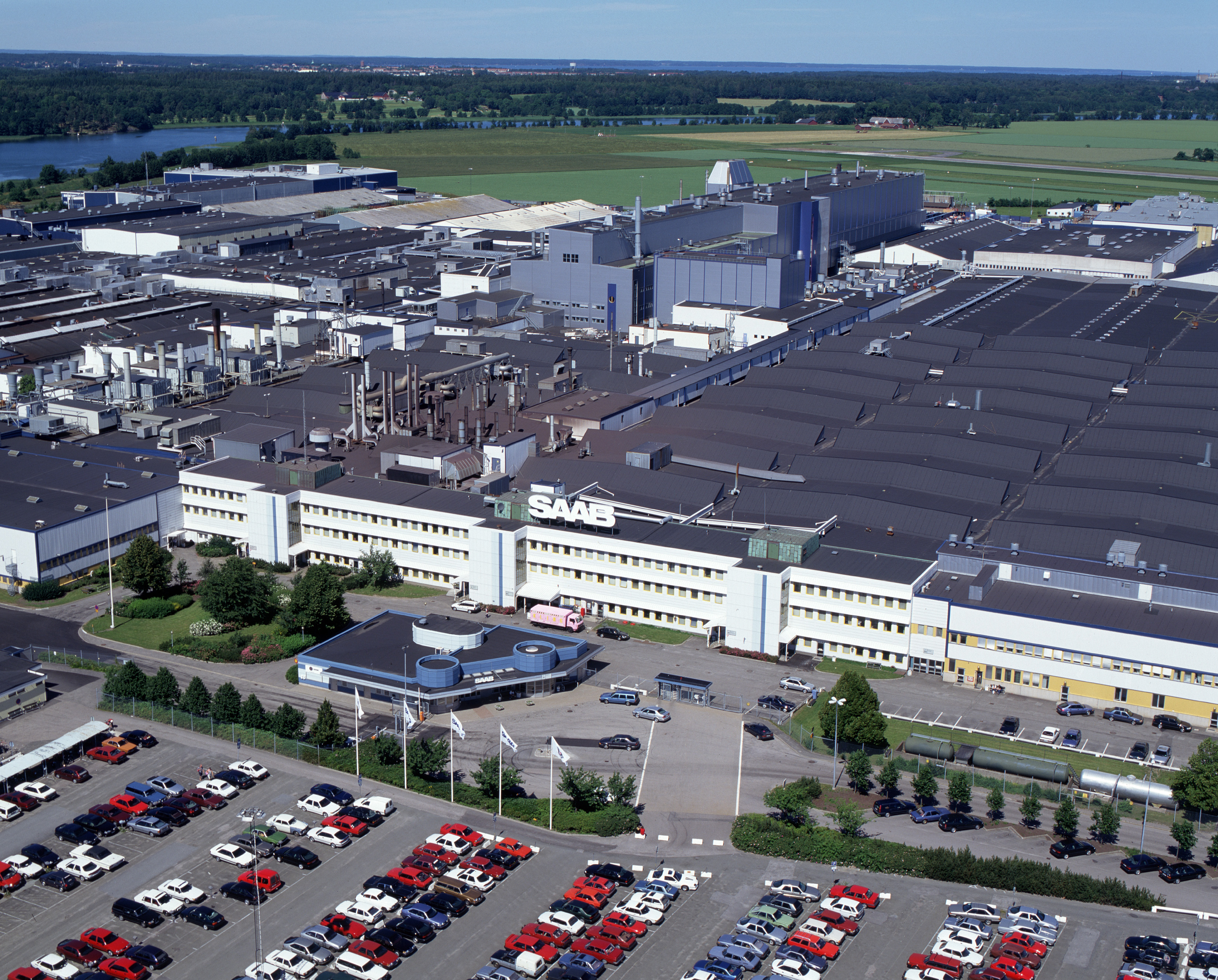
Das SAAB-Werk in Trollhättan-Stallbacka

Saab-Produktion in Linköping im Jahr 1967

Ab 1969 wurden Saab-Fahrzeuge auch in Finnland bei Saab-Valmet produziert, unter anderem nur dort der Saab Finlandia neben Saab 95, 96, 99, 90, 900 und 900 sowie 9³ Cabriolet und Viggen. Insgesamt wurden dort zwischen 1969 und 2003 738.151 Fahrzeuge gebaut.

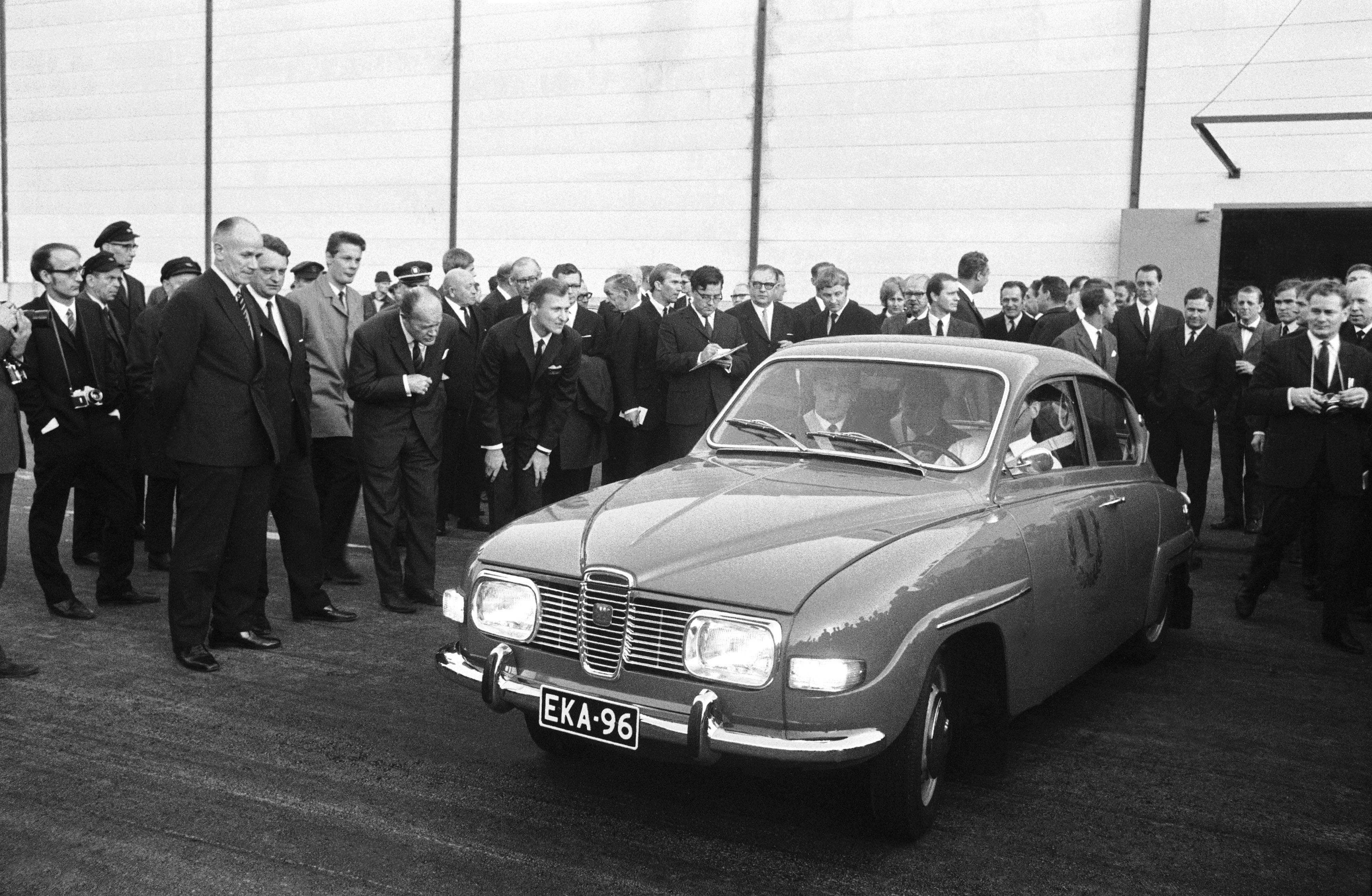
Der erste Saab 96, der in Finnland gebaut wurde, in der Fabrik von Saab-Valmet in Uusikaupunki, Finnland, im Jahr 1969.

Weitere Länder, in denen Saab Fahrzeuge fertigen oder montieren ließ, waren Dänemark (1957–1963), Uruguay (1964–1970), Belgien (1957–60; 1967–1971; 1973–1978), die Niederlande (1962–63) sowie Japan (2004–06), die USA (2005–08), Mexiko (2001) und Österreich (2002–2009).
Der neue Saab 9⁵ wurde zunächst bei Opel in Rüsselsheim produziert. Nach den vorliegenden Quellen wurden dort im Jahr 2008 45 Fahrzeuge und im Jahr 2009 77 Fahrzeuge, also insgesamt 122 Fahrzeuge produziert. Als die Produktion im Herbst 2009 nach Trollhättan verlagert wurde, kamen die ersten 10 Fahrzeuge als Completely-Knocked-Down-Bausätze (CKD) aus Rüsselsheim. Ende November 2009 wurde die Produktion auf der regulären Linie in Trollhättan aufgenommen und bis Ende des Jahres wurden weitere 36 Fahrzeuge gebaut.

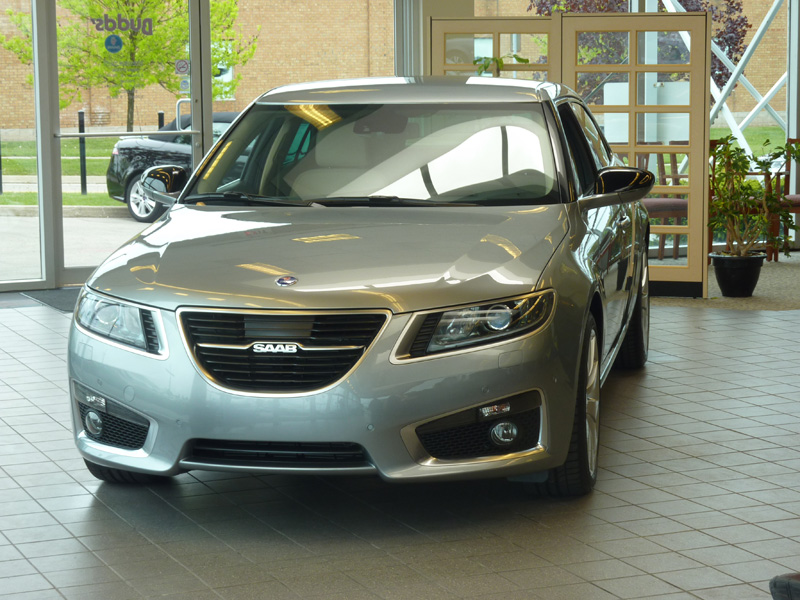
Der neue Saab 9⁵: von 2008 bis 2011 gebaut, mit insgesamt 11.478 Einheiten. Zunächst bei Opel in Rüsselsheim gefertigt, begann Ende 2009 die reguläre Produktion in Trollhättan.

Seit 2010 wurden wieder alle Modellreihen im Werk Trollhättan gefertigt, seit 2010 auch das Saab 9³ Cabriolet, das zuvor in Lohnfertigung bei Magna Steyr im österreichischen Graz gebaut wurde. Im Jahr 2013 arbeitete NEVS an einer Neuauflage des Saab 9³ sowohl mit konventionellem Verbrennungsmotor als auch mit Elektroantrieb, die ebenfalls in Trollhättan gefertigt werden sollte. Das neue Modell sollte auf der von Saab entwickelten flexiblen Phoenix-Plattform basieren.

#### Produktionszahlen
Fast fünf Millionen gebaute Saab: Insgesamt wurden zwischen 1950 und 2014 – also vom Saab 92 bis zum Saab 9³ unter der Ägide von NEVS – 4.480.893 Saab gebaut.
| Produktionszahlen Saab 1946–2014               | Produktionszahlen Saab 1946–2014 | Produktionszahlen Saab 1946–2014 | Produktionszahlen Saab 1946–2014 | Produktionszahlen Saab 1946–2014 |
| ---------------------------------------------- | -------------------------------- | -------------------------------- | -------------------------------- | -------------------------------- |
| Jahr                                           |                                  |                                  |                                  | Einheiten                        |
| 1946                                           | 1946                             |                                  | 1                                | 1                                |
| 1947                                           | 1947                             |                                  | 2                                | 2                                |
| 1948                                           | 1948                             |                                  | 1                                | 1                                |
| 1949                                           | 1949                             |                                  | 20                               | 20                               |
| 1950                                           | 1950                             |                                  | 1.246                            | 1.246                            |
| 1951                                           | 1951                             |                                  | 2.179                            | 2.179                            |
| 1952                                           | 1952                             |                                  | 2.298                            | 2.298                            |
| 1953                                           | 1953                             |                                  | 3.424                            | 3.424                            |
| 1954                                           | 1954                             |                                  | 5.138                            | 5.138                            |
| 1955                                           | 1955                             |                                  | 5.620                            | 5.620                            |
| 1956                                           | 1956                             |                                  | 6.321                            | 6.321                            |
| 1957                                           | 1957                             |                                  | 9.852                            | 9.852                            |
| 1958                                           | 1958                             |                                  | 13.968                           | 13.968                           |
| 1959                                           | 1959                             |                                  | 17.836                           | 17.836                           |
| 1960                                           | 1960                             |                                  | 26.066                           | 26.066                           |
| 1961                                           | 1961                             |                                  | 33.040                           | 33.040                           |
| 1962                                           | 1962                             |                                  | 35.890                           | 35.890                           |
| 1963                                           | 1963                             |                                  | 40.374                           | 40.374                           |
| 1964                                           | 1964                             |                                  | 43.493                           | 43.493                           |
| 1965                                           | 1965                             |                                  | 48.517                           | 48.517                           |
| 1966                                           | 1966                             |                                  | 37.069                           | 37.069                           |
| 1967                                           | 1967                             |                                  | 45.325                           | 45.325                           |
| 1968                                           | 1968                             |                                  | 52.551                           | 52.551                           |
| 1969                                           | 1969                             |                                  | 61.711                           | 61.711                           |
| 1970                                           | 1970                             |                                  | 73.982                           | 73.982                           |
| 1971                                           | 1971                             |                                  | 72.960                           | 72.960                           |
| 1972                                           | 1972                             |                                  | 83.997                           | 83.997                           |
| 1973                                           | 1973                             |                                  | 89.467                           | 89.467                           |
| 1974                                           | 1974                             |                                  | 92.554                           | 92.554                           |
| 1975                                           | 1975                             |                                  | 90.793                           | 90.793                           |
| 1976                                           | 1976                             |                                  | 95.927                           | 95.927                           |
| 1977                                           | 1977                             |                                  | 76.498                           | 76.498                           |
| 1978                                           | 1978                             |                                  | 72.516                           | 72.516                           |
| 1979                                           | 1979                             |                                  | 83.758                           | 83.758                           |
| 1980                                           | 1980                             |                                  | 65.754                           | 65.754                           |
| 1981                                           | 1981                             |                                  | 66.392                           | 66.392                           |
| 1982                                           | 1982                             |                                  | 83.557                           | 83.557                           |
| 1983                                           | 1983                             |                                  | 96.012                           | 96.012                           |
| 1984                                           | 1984                             |                                  | 102.018                          | 102.018                          |
| 1985                                           | 1985                             |                                  | 111.813                          | 111.813                          |
| 1986                                           | 1986                             |                                  | 126.401                          | 126.401                          |
| 1987                                           | 1987                             |                                  | 134.112                          | 134.112                          |
| 1988                                           | 1988                             |                                  | 120.562                          | 120.562                          |
| 1989                                           | 1989                             |                                  | 103.591                          | 103.591                          |
| 1990                                           | 1990                             |                                  | 87.356                           | 87.356                           |
| 1991                                           | 1991                             |                                  | 80.366                           | 80.366                           |
| 1992                                           | 1992                             |                                  | 84.569                           | 84.569                           |
| 1993                                           | 1993                             |                                  | 70.691                           | 70.691                           |
| 1994                                           | 1994                             |                                  | 94.084                           | 94.084                           |
| 1995                                           | 1995                             |                                  | 95.761                           | 95.761                           |
| 1996                                           | 1996                             |                                  | 97.307                           | 97.307                           |
| 1997                                           | 1997                             |                                  | 105.114                          | 105.114                          |
| 1998                                           | 1998                             |                                  | 124.868                          | 124.868                          |
| 1999                                           | 1999                             |                                  | 127.850                          | 127.850                          |
| 2000                                           | 2000                             |                                  | 133.013                          | 133.013                          |
| 2001                                           | 2001                             |                                  | 123.755                          | 123.755                          |
| 2002                                           | 2002                             |                                  | 124.892                          | 124.892                          |
| 2003                                           | 2003                             |                                  | 123.627                          | 123.627                          |
| 2004                                           | 2004                             |                                  | 120.488                          | 120.488                          |
| 2005                                           | 2005                             |                                  | 121.059                          | 121.059                          |
| 2006                                           | 2006                             |                                  | 147.694                          | 147.694                          |
| 2007                                           | 2007                             |                                  | 136.925                          | 136.925                          |
| 2008                                           | 2008                             |                                  | 97.228                           | 97.228                           |
| 2009                                           | 2009                             |                                  | 20.685                           | 20.685                           |
| 2010                                           | 2010                             |                                  | 32.183                           | 32.183                           |
| 2011                                           | 2011                             |                                  | 12.738                           | 12.738                           |
| 2012                                           | 2012                             |                                  | 0                                | 0                                |
| 2013                                           | 2013                             |                                  | 71                               | 71                               |
| 2014                                           | 2014                             |                                  | 380                              | 380                              |
| Datenquelle: Produktionszahlen Saab 1946–2014. |                                  |                                  |                                  |                                  |

Zu den meistgebauten Modellen zählen der Saab 900 mit 908.810 Einheiten (1978–1998), der Saab 9000 mit 503.087 Einheiten (1984–1998) sowie der Saab 9³ mit 547.212 Einheiten (1998-–2003).

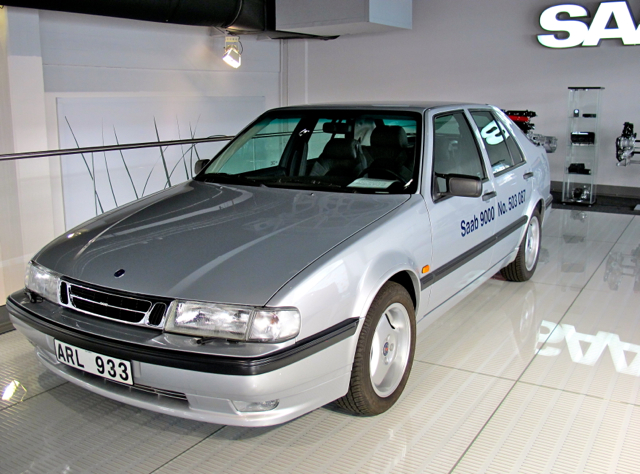
Der Saab 9000, hier das letzte gebaute Exemplar, wurde über eine halbe Million Mal gebaut – etwas weniger als der 900, von dem mehr als 900.000 Exemplare hergestellt wurden.

Die meistgebauten Saab-Turbomodelle zwischen 1977 und 2001 sind der Saab 900 mit 308.555 Einheiten, der Saab 9⁵ mit 206.627 Einheiten und der Saab 9000 mit 162.264 Einheiten. Insgesamt wurden 1.008.229 Saab mit Turbomotor gebaut, 1983 der 100.000ste und 2001 der millionste Turbo-Saab.
Produktionszahlen der jeweiligen Modelle von SAAB
Quelle: Per-Börje Elg: Saab – alla bilarna. 1947–2012. Hrsg.: Saab Bilmuseum Stödförening. Norsborg 2022, ISBN 978-91-527-1620-5.
Nach den Rekordjahren 2006 (147.694 Einheiten) und 2007 (136.925 Einheiten) verkaufte Saab 2008 nur noch 93.295 Fahrzeuge, 25 Prozent weniger als 2007 und 1,1 Prozent des Gesamtabsatzes von General Motors. 2009 betrug die Produktion 20.950 (bei einem Absatz von 39.800 zu Lasten der Lagerbestände bei Saab-Händlern), 2010 32.048. Zunächst wurde die Produktion von Saab im Jahr 2011 eingestellt. Doch zwischen 2013 und 2014 nahm der Elektroautobauer NEVS – der Käufer des insolventen schwedischen Autoherstellers – die Produktion im ursprünglichen Saab-Werk wieder auf. Die letzte Charge bestand aus 420 Saab 9-3 Aero.

#### Marktanteile und Zulassungszahlen

##### Deutschland
Von 2014 bis 2024 ist die Zahl der in Deutschland zugelassenen Pkw der Marke Saab laut KBA und Statista kontinuierlich zurückgegangen. Im Jahr 2014 gab es noch 57.267 Saab-Fahrzeuge. Bis zum 1. Januar 2024 sank die Zahl auf rund 35.600 Fahrzeuge, was einem Marktanteil von 0,1 Prozent und einem Rückgang von knapp vier Prozent gegenüber dem Vorjahr sowie einem Rückgang von rund 37,8 Prozent seit 2014 entspricht. Im Jahr 2021 waren 2,2 % der Saab-Halterinnen und -Halter in Deutschland unter 29 Jahre alt. Im selben Jahr waren 42,5 % der Saab-Halterinnen und -Halter 60 Jahre oder älter. 27,5 % aller in Deutschland zugelassenen Saab waren im Jahr 2021 im Besitz von Frauen. Rund 96 Prozent aller 2023 zugelassenen Saab waren Privatfahrzeuge.

##### Schweden
In Schweden ist die Zahl zugelassener Saab-Fahrzeuge von 338.269 Exemplaren Anfang 2016 auf 202.397 im Juni 2024 gesunken. Dies entspricht einem Rückgang von rund 40,2 Prozent. Der Marktanteil von Saab beträgt damit rund 2,8 Prozent. Auch in Schweden zeigt der Brand Report 2022 von Statista einen höheren Anteil an Saabfahrern zwischen 50 und 64 Jahren (28 %) im Vergleich zu anderen Autofahrern. 24 % sind zwischen 18 und 34 Jahre alt.

#### Infrastruktur der Saab-Werkstätten
2019 verfügte der D-A-CH-Raum über eine gut ausgebaute Infrastruktur von ehemaligen Saab-Vertragswerkstätten und -händlern in Deutschland (114 Werkstätten), Österreich (15 Werkstätten), der Schweiz (44 Werkstätten) und Liechtenstein (1 Werkstatt). In Deutschland befanden sich die meisten Saab Servicepartner in Städten wie Berlin, Hamburg, München und Köln, in Österreich waren Wien und Graz zentrale Standorte. In der Schweiz waren Zürich und Genf wichtige Saab-Servicezentren und in Liechtenstein befand sich ein wichtiger Servicepartner in Schaan.
In Westeuropa gab es 2017 insgesamt 633 Saab-Service-Center. Die meisten Center gab es in Schweden mit 158, in Deutschland mit 95 und in Großbritannien mit 76, wobei sich die meisten davon auf Regionen wie Nordrhein-Westfalen, Stockholm und Südholland konzentrierten.
Dieses dichte Werkstatt- und Händlernetz ermöglichte es den Saab-Fahrern, ihre Fahrzeuge auch nach Einstellung der Saab-Produktion zuverlässig warten und reparieren zu lassen. Dadurch blieb der Gebrauchtwagenmarkt für Saab-Fahrzeuge attraktiv, da die Käuferinnen und Käufer auf ein etabliertes Netz von Fachwerkstätten mit Spezialwissen und Originalersatzteilen zurückgreifen konnten.

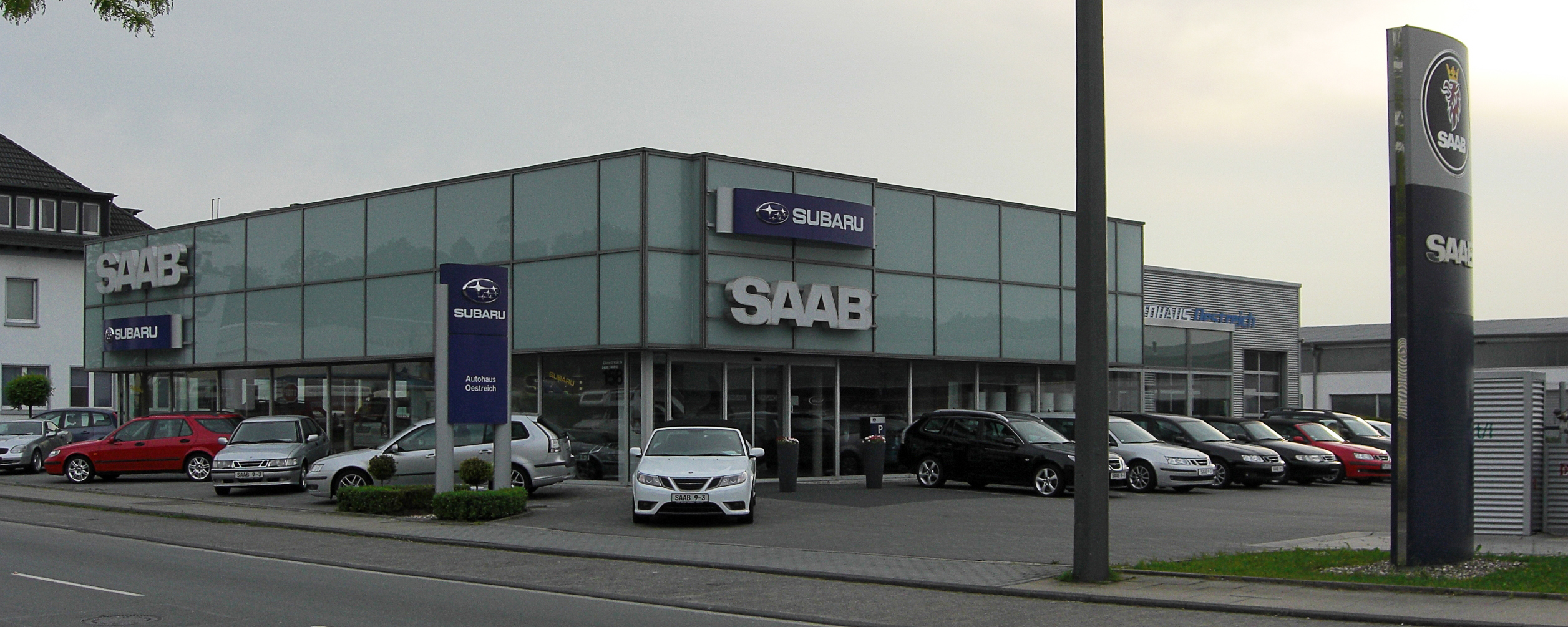
Das ehemalige Saab-Zentrum in Wuppertal-Vohwinkel

#### Auktionsmarkt
Sowohl auf dem nationalen Gebrauchtwagenmarkt als auch auf dem internationalen Automobilauktionsmarkt ist in den letzten Jahren eine Wertsteigerung einzelner Saab-Fahrzeuge zu beobachten. So wurde beispielsweise ein Saab 900 Aero T16 (1987) mit einer Laufleistung von nur 29.013 km im Jahr 2022 für 526.000 SEK versteigert. Auch andere Modelle wie ein Saab 9-3 aus dem Jahr 2014 wurden mit weniger als 3.000 km sozusagen als Neuwagen verkauft und erzielten Preise von über 250.000 SEK. Weitere Beispiele sind ein Saab 900 Talladega-Coupé (1998) mit nur 624 km und ein Saab 9000 Aero (1995), die auf Auktionsplattformen wie Bring a Trailer und Bilweb Auctions hohe Verkaufspreise erzielten. Ein klassischer Saab 900 Turbo mit 246 Meilen wurde bei Bring a Trailer am 8.12.22 für 145.000 $ versteigert. Diese Auktionsergebnisse zeigen das anhaltende Interesse und die Wertschätzung für die Marke Saab, insbesondere für gut erhaltene und seltene Modelle, die von Sammlern und Liebhabern geschätzt werden.

#### Gebrauchtwagenimporte
Für den Import von Saab-Gebrauchtwagen aus dem Ausland ist eine COC-Bescheinigung (Certificate of Conformity) erforderlich, die bestätigt, dass das Fahrzeug den EU-Normen entspricht. Diese Bescheinigungen können neben Orio unter anderem über das historische deutsche Saab COC Archiv bezogen werden. Für Saab, die aus dem Ausland ohne EG-Typgenehmigung importiert werden, ist eine Einzelbetriebserlaubnis erforderlich.

### Marke und Corporate Design

#### Logo
Die Markenrechte von Saab liegen beim Rüstungskonzern Saab. Früher wurde ein Logo mit einem stilisierten Flugzeug verwendet, später nur noch der Schriftzug. 1985 wurde ein von Carl Fredrik Reuterswärd entworfenes Logo mit dem Wappentier der Provinz Skåne eingeführt, mit der Abspaltung von Scania übernahm Scania auch die Markenrechte an dem Logo. Alle drei Unternehmen waren früher in einem Konzern organisiert. Saab Automobile verwendete in seinem Corporate Design konsequent die Schrift Gill Sans.
Das neue Unternehmen NEVS verwendete für seine Fahrzeuge den Markennamen Saab, nicht aber das seit den 1980er Jahren verwendete Logo mit dem Greif. Am 14. Januar 2013 wurden ein neues Logo und eine neue „visuelle Präsenz“ für Saab vorgestellt. Das neue Logo ist ein Kreis mit einem Ring am Rand und dem bekannten Schriftzug „SAAB“ in der Mitte, während das Design unter anderem den SAAB-Schriftzug in einer Version enthält, in der die Buchstaben mit Motiven der skandinavischen Jahreszeiten (Wald, Polarlicht, Sterne) gefüllt sind. Die neue Schriftart ist die Akzidenz-Grotesk.

##### Entzug der Nutzungsrechte für NEVS
Allerdings entzog der Rüstungskonzern Saab AB im August 2014 NEVS die Rechte zur Nutzung des Namens Saab. Um mit dem immer noch weit verbreiteten Missverständnis aufzuräumen, dass Saab nach wie vor Autos produziert, veröffentlicht der Rüstungskonzern im Juni 2023 einen Videoclip, der zeigt, dass Saab als Automobilhersteller nur noch Geschichte ist. Auch wenn der geschätzte Wert der Automarke noch im Milliardenbereich liege, hatte der Rüstungskonzern im Dezember 2021 gegenüber der Online-Zeitung dagensps bestätigt, keine Pläne zu haben, die Marke für die Automobilproduktion zu nutzen. Saab sei heute eine starke globale Marke als führender Hersteller von Verteidigungs- und Sicherheitsprodukten und -lösungen.

#### Slogans
Die Werbeslogans von Saab im Laufe der Jahrzehnte zeigen eine Mischung aus Witz, technischem Anspruch und teils klarem, minimalistischem Design. Beispiele hierfür sind die Slogans „Born from Jets“ (2005) und „The most intelligent car ever built“ (1988). Sie beziehen sich häufig auf die Herkunft von Saab aus der Luftfahrtindustrie und betonen die technische Raffinesse der Autos – oder spielen unter Bezug auf Crashtests auf die Konkurrenz an: “To crash with a Volvo is extremely safe. If you’re sitting in a Saab.” Auf humorvolle Weise betonte Saab die Sicherheit seiner Fahrzeuge, um sich von der Konkurrenz abzuheben und eine starke emotionale Bindung zu den Konsumenten aufzubauen. Visuell integrierte Saab häufig Bilder von Flugzeugen oder aerodynamische Formen, um die Verbindung zur Luftfahrt zu verdeutlichen.
In den 1970er Jahren wurde in den USA der Slogan „The well-built Swede“ verwendet, um die hochwertige Konstruktion und das skandinavische Design der Saab-Fahrzeuge hervorzuheben. Gleichzeitig sollte der Slogan “It’s what a car should be” das Idealbild eines Autos vermitteln – zuverlässig, sicher und komfortabel. Mit “Saab 900 Turbo. The Superswede” betonte Saab die Leistung und das Design des Saab 900 Turbo. Mit dem Slogan “We don’t make compromises. We make Saabs”, der in den 1990er Jahren verstärkt eingesetzt wurde, unterstrich Saab seine Philosophie, keine Kompromisse bei Qualität, Sicherheit und Fahrspaß einzugehen. In den 1990er Jahren wurde mit dem Slogan „Nothing performs like a Saab“ die Leistung und das Fahrgefühl der Saab-Fahrzeuge hervorgehoben.
Darüber hinaus wurden in Deutschland Slogans wie „Saab - Auf langen Strecken zuhause“ (1986) verwendet, um die Eignung der Fahrzeuge für Langstreckenfahrten hervorzuheben, sowie „Saab – Viel Vernunft und viel Vergnügen“ (1975), der die Kombination von rationalen Eigenschaften wie Sicherheit und Sparsamkeit mit Fahrvergnügen betonte.

#### Markenimage und Erfolge im Motorsport
International bekannt wurde Saab durch Erfolge im Rallyesport, insbesondere mit Erik „Mr. Saab“ Carlsson, der in den 1950er- und 1960er-Jahren mit Saab 93 und Saab 96 zahlreiche Siege errang.

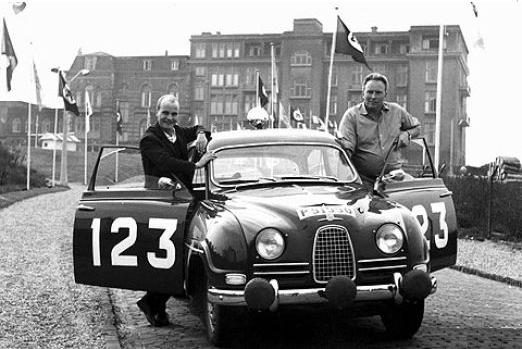
Erik Hilding Carlsson, legendärer schwedischer Rallyefahrer, in Aktion mit seinem roten Saab 96 vor der Tulpenrallye 1962. Carlsson, der am 5. März 1929 in Trollhättan geboren wurde und am 27. Mai 2015 in England verstarb, errang bedeutende Siege, darunter drei RAC-Rallyes und zwei Rallyes in Monte Carlo, und wurde als erster schwedischer Rennfahrer von internationalem Rang gefeiert.

##### Schweden im Vergleich mit dem Ausland
Eine Werbekampagne Ende der 1970er und Anfang der 1980er Jahre („The Super Swedes“) mit dem Tennisstar Björn Borg, dem Skirennläufer Ingmar Stenmark und dem Rallyefahrer Stig Blomqvist trug zur weiteren Bekanntheit der Marke bei. Auch der schwedische König nutzte 1976 bei einem dreiwöchigen Auslandsbesuch in den USA eine speziell angefertigte Langversion des Saab 99. Ein weiterer königlicher SAAB-Fahrer war Prinz Bertil von Schweden, der einen 99 Turbo fuhr und mit dem Saab-Pressechef Sten Wennlo in regelmäßigem Kontakt stand. Dennoch blieb Saab in Schweden ein „Svensson-Auto“ – ein Folkhem-Saab und Dienstwagen –, während sich das Markenimage im Ausland ab den 1970er Jahren wandelte.

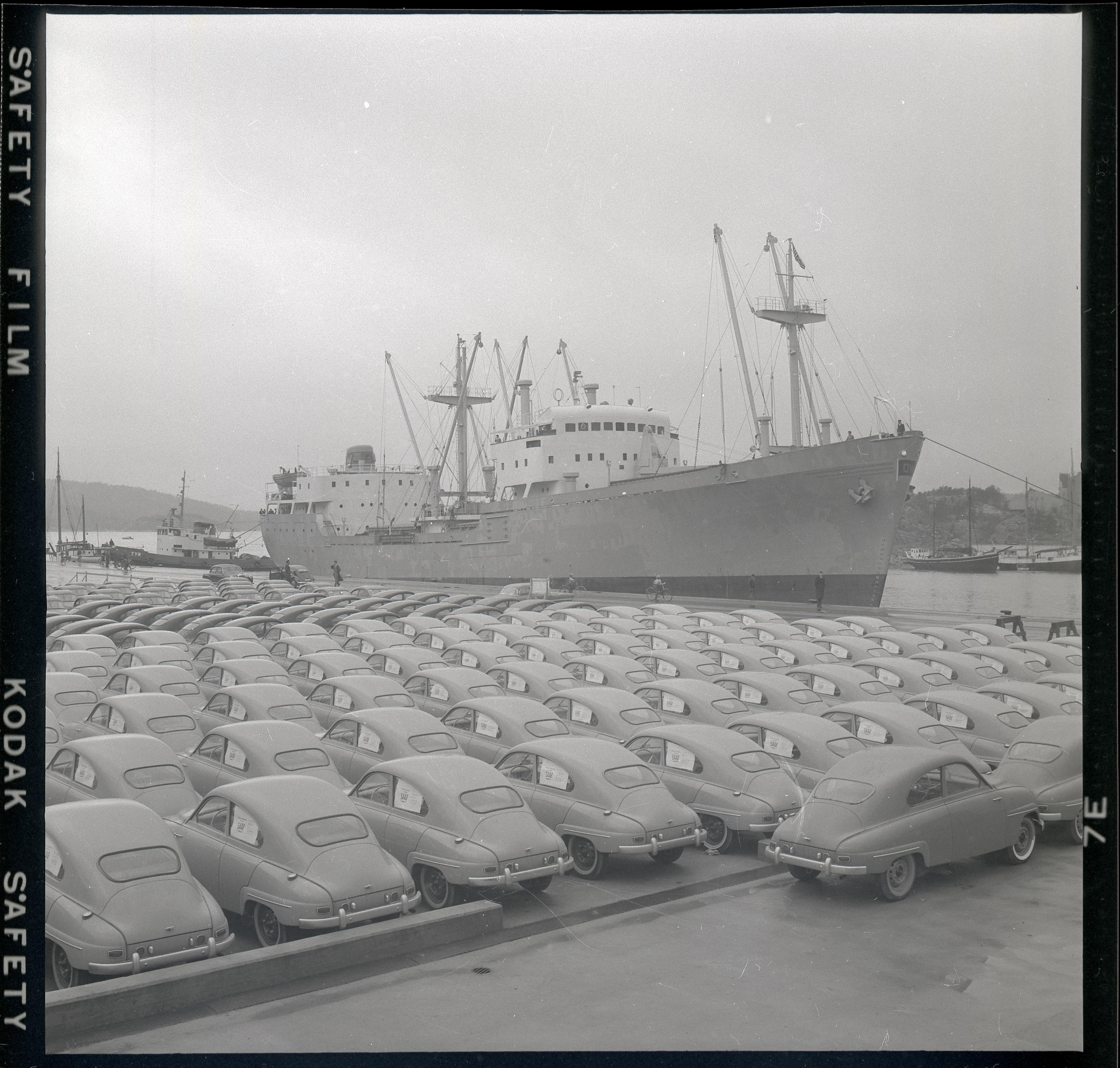
Die Exporte von Saab in die USA spielten für das Unternehmen eine wichtige Rolle. Von 1960 bis 1980 stiegen die Verkaufszahlen kontinuierlich von 5.853 Fahrzeugen im Jahr 1960 auf einen Höchststand von 21.051 Fahrzeugen im Jahr 1974. Die USA blieben ein wichtiger Markt für Saab mit Spitzenverkäufen von 44.364 Fahrzeugen im Jahr 1987 und 39.541 Fahrzeugen im Jahr 1999.

##### High-Involvement-Produkt
Laut „Involvement-Index“ der Ruhr-Universität Bochum ist die Markenloyalität und -bindung der Saab-Fahrer im Jahr 2018 hoch. In seinen Studien über Markengemeinschaften fand Albert Muniz, Professor für Marketing an der DePaul University in Chicago, signifikante Merkmale von Saab-Besitzern, die er Snaabery nennt. Dazu gehören der Besitz eines »ursprünglichen« Saab vor GM, die Kameradschaft mit anderen Saab-Fahrern und die Verachtung für andere Marken wie BMW. Der Schriftsteller John Crace charakterisierte den typischen Snaab als kreativen Werbefachmann mit großer Brille und asymmetrischer Frisur. Rüdiger Hossiep, Psychologe an der Ruhr-Universität Bochum, fand heraus, dass Saab-Fahrerinnen und -Fahrer das höchste psychologische Involvement mit ihrem Auto haben und mehr als zehnmal so leidenschaftlich sind wie der durchschnittliche Volkswagen-Fahrer.

##### Markenbotschafter
In Deutschland fahren und fuhren Wim Wenders, Klaus v. Dohnanyi, Konstantin Wecker, Herbert Grönemeyer, Peter Ustinov, Barbara Sukowa sowie Hans Joachim Kulenkampff Saab und dienten so auf einem Plakat („Alle lieben Saab“) als Markenbotschafter.

„Der Saab ist ein klasse Auto. Einen Saab-Turbo, einen guten 900er-Turbo zu finden, heutzutage ist schwer. Ich habe den Ur-Turbo, den ersten 99er Turbo. […] Die haben ja quasi den Turbolader erfunden. Saab war ja eine Flugzeugfirma. Die haben Flugzeugmotoren gebaut. […] Und ich kann Saab heute empfehlen.“

Fußballspieler Andreas Beck drückte seine Saab-Affinität im Kicker 2008 sowie im Interview mit ZEIT Online wie folgt aus:

„Der 900er war mein Freund. Was nun noch kommen soll, weiß ich nicht. Auch wenn das Auto in der Gesellschaft für einige ein Statussymbol ist. Für mich haben PS-Zahlen keine Aussagekraft. Ich beurteile Menschen nicht nach dem, was sie haben, sondern, wie sie sind.“

Weitere Saab-Fahrer sind und waren unter anderem der Politiker Olof Palme, der Tenor Luciano Pavarotti, der Fußballspieler Gianluca Vialli, der Verleger Klaus Wagenbach, der Moderator Ulrich Wickert und die Medienmanagerin Julia Jäkel, die Schauspielerin Adele Neuhauser sowie John F. Kennedy, Jr., Michelle Obama und Mark Rutte.

#### Mediale Rezeption

##### Film und Fernsehen
Auch in der Literatur, im Fernsehen und im Kino ist Saab immer wieder präsent, zuletzt unter anderem in One Life (2023), Drive My Car (2021), Kodachrome (2017) sowie Ein Mann namens Ove (2015). Dort spiegelt sich die Rivalität der Automarken Volvo und Saab im Konflikt zwischen dem Protagonisten und Saab-Liebhaber Ove und seinem Nachbarn Rune (Volvo-Fahrer) wider. In Berlin Chamissoplatz (1980) übernachtet der Protagonist Martin in seinem Saab 900 und fährt dann von Berlin über den Brenner nach Italien. Auch im Dortmunder Tatort fährt Kommissar Faber einen Saab 900, in Tenet (2020) ist ein Saab 9-5 in eine Verfolgungsjagd gegen die Fahrtrichtung verwickelt und in der Sitcom Seinfeld fährt Jerry Seinfeld normalerweise ein Saab 900 S Cabrio. Dort spielt der Saab in mehreren Episoden eine tragende Rolle. Ein Saab 900 Cabriolet kam auch in Scenes from a Mall (1991) mit Woody Allen zum Einsatz, ein 900 SE in Woody Allens Mighty Aphrodite (1995) und ein 900 Cabriolet in Rifkin's Festival. In der Serie Pastewka fährt Bastian Pastewka meist einen roten Saab 900.

#### Fanzines und Clubmagazine
Saab-Clubmagazine und Fanzines wie das Saab Cars Magazine spielen eine wichtige Rolle in der Saab-Gemeinschaft, indem sie Enthusiasten auf der ganzen Welt miteinander verbinden. Zu den bekanntesten Webseiten gehören SaabPlanet.com und SaabBlog.net mit aktuellen Nachrichten, technischen Artikeln und Geschichten von Saab-Fahrern. Clubzeitschriften wie Bakrutan vom schwedischen Saab-Club und Saabines Nachrichten vom Deutschen Saab Club informieren Mitglieder über Veranstaltungen, technische Tipps und Clubaktivitäten.
Darüber hinaus gab Saab selbst bis Ende 2022 die Kundenzeitschrift Saab Inside heraus, die über Neuigkeiten, Serviceangebote und Geschichten rund um die Marke informiert. Diese Publikationen sind für viele Saab-Liebhaber eine wertvolle Informationsquelle und ein Mittel zur Pflege der Saab-Kultur.

## Modelle

### Serienmodelle
| Bauzeit              | Baureihe        | Anmerkung | Bild |
| -------------------- | --------------- | --- | ---- |
| Von 1947 bis 2016    |                 | |      |
| 1947                 | Saab 92001      | Der Ursaab war das erste Fahrzeug von Saab und markierte den Beginn der Automobilproduktion des Unternehmens.                                                                              |      |
| 1949–1956            | Saab 92         | Das erste Serienmodell von Saab, ab 1952 unter der Bezeichnung 92B verkauft. Er war bekannt für seine aerodynamische Karosserie.                                                           |      |
| 1955–1960            | Saab 93         | Nachfolger der 92, ab 1957 als 93B und ab 1959 als 93F verkauft. Das Modell hatte einen stärkeren, längs statt quer eingebauten Motor, ein anderes Fahrwerk und eine geänderte Karosserie. |      |
| 1955–1957            | Saab Sonett I   | Auch bekannt als Saab 94, war ein leichter Sportwagen, der hauptsächlich für den Rennsport entwickelt wurde.                                                                               |      |
| 1958                 | Saab GT750      | Sportversion des Saab 93 mit stärkerem Motor und sportlicher Ausstattung. |      |
| 1960–1980            | Saab 96         | Ein modernisierter 93, der ab 1967 als 96V4 mit Ford-V4-Motor erhältlich war. Damit löste sich Saab von den selbst entwickelten Zweitaktmotoren.                                           |      |
| 1960–1978            | Saab 95         | Die Kombiversion des 93/96, ab 1967 auch als 95V4 mit V4-Motor erhältlich. Er bot mehr Platz und Vielseitigkeit.                                                                           |      |
| 1962                 | Saab Sport      | Auch GT850 genannt, war eine sportliche Version des Saab 96, die speziell für den Motorsport entwickelt wurde.                                                                             |      |
| 1966–1970            | Saab Sonett II  | Auch bekannt als Saab 97, war ein leichter Sportwagen, der auf dem Erfolg des Sonett I aufbaute.                                                                                           |      |
| 1968–1984            | Saab 99         | Ein neu konstruiertes Modell der Mittelklasse. Er war in zahlreichen Varianten erhältlich. Die „slant-four“-Motoren kamen ursprünglich von Triumph.                                        |      |
| 1970–1974            | Saab Sonett III | Der Nachfolger des Sonett II hatte eine moderne Karosserie und verbesserte Leistungen. |      |
| 1980–1983            | Saab Lancia 600 | Eine in den nordischen Ländern verkaufte Version des Lancia Delta, die von Saab für diesen Markt angepasst wurde.                                                                          |      |
| 1978–1998            | Saab 900        | Modernisierte und verlängerte Variante des 99. Mehr als zwei Jahrzehnte lang in verschiedenen Versionen verkauft.                                                                          |      |
| 1984–1987            | Saab 90         | Ein kompaktes Modell, das als Nachfolger des Saab 99 eingeführt wurde und Elemente des Saab 900 übernahm.                                                                                  |      |
| 1985–1998            | Saab 9000       | Ein luxuriöses und geräumiges Modell, das Saab zusammen mit Fiat entwickelte. Deshalb gleicht er in Teilen dem Fiat Chroma, Lancia Thema und Alfa Romeo 164.                               |      |
| 1997–2010            | Saab 9-5        | Ein modernes Modell, auf Basis der GM2900-Plattform von General Motors (Opel Vectra B, Holden, Vauxhall Vectra und Saturn L-Series). Die zweite Generation wurde 2010–2011 produziert.     |      |
| 1998–2011, 2013–2014 | Saab 9-3        | In zwei Generationen erhältlich, war die Basis dieses Modell die gleiche wie beim Opel Vectra A. Das Schwestermodell war der Cadillac BLS.                                                 |      |
| 2004–2007            | Saab 9-2X       | Ein für den US-amerikanischen Markt entwickeltes Modell, das baugleich mit dem Subaru Impreza war.                                                                                         |      |
| 2005–2008            | Saab 9-7X       | Ein SUV, baugleich mit dem Chevrolet TrailBlazer und ebenfalls für den US-Markt konzipiert.                                                                                                |      |
| 2009–2011            | Saab 9-3X       | Eine Crossover-Version des Saab 9-3, die für mehr Vielseitigkeit und Geländegängigkeit sorgte.                                                                                             |      |
| 2011                 | Saab 9-4X       | Ein weiteres SUV-Modell, das 2011 für den nordamerikanischen Markt eingeführt wurde. |      |
|                      |                 | |      |

### Konzeptautos und Studien
| Jahr | Modell                                       | Beschreibung | Foto |
| ---- | -------------------------------------------- | --- | ---- |
| 1947 | Saab 92001 („Ursaab“)                        | Erstes Fahrzeug von Saab, markiert den Einstieg in die Automobilproduktion. |      |
| 1959 | Saab Monster                                 | Experimentalfahrzeug mit extremem Leistungsaufbau. |      |
| 1962 | Saab 60                                      | Der Saab 60 war ein Sondermodell. Es handelte sich um eine limitierte Auflage des Saab 96 von 1962, die nur im Vereinigten Königreich erhältlich war. Die Modifikationen wurden bei Saab (GB) Ltd. in Slough durchgeführt. |      |
| 1962 | Saab Quantum                                 | Ein sportliches Konzeptfahrzeug für den US-Markt. |      |
| 1964 | Saab Catherina                               | Ein sportliches Cabrio, entwickelt als möglicher 96-Nachfolger. |      |
| 1965 | Saab MFI13                                   | Prototyp eines kleinen Sportwagens. |      |
| 1966 | Saab Toad                                    | Ein unkonventionelles Designkonzept. |      |
| 1974 | Saab 98                                      | Konzept für ein kompaktes Kombifahrzeug. |      |
| 1985 | Saab EV-1                                    | Ein fortschrittliches Elektrofahrzeugkonzept. |      |
| 2001 | Saab 9-X                                     | Visionäres Konzept für ein kompaktes, multifunktionales Fahrzeug. |      |
| 2002 | Saab 9-3X                                    | Crossover-Konzept mit Offroad-Fähigkeiten. |      |
| 2006 | Saab 9-5 Aero BioPower                       | Bioethanol-betriebener Performance-Konzeptwagen. |      |
| 2006 | Saab Aero-X                                  | Futuristisches Konzept mit Türmechanismus ohne Säulen. |      |
| 2006 | Saab 9-3 Cabrio mit 221 kW/300 PS            | Leistungsstarkes Cabrio-Konzept. |      |
| 2008 | Saab 9-4X Biopower Concept mit 221 kW/300 PS | SUV-Konzeptfahrzeug mit BioPower-Technologie. |      |
| 2008 | Saab 9-X Bio-Hybrid                          | Hybridfahrzeugkonzept, das innovative Technologien vereint. |      |
| 2011 | Saab PhoeniX                                 | Konzeptfahrzeug mit fortschrittlicher Aerodynamik und Hybridtechnik. |      |

Vgl. ebenfalls das auf dem Saab 9-5 basierende Konzeptfahrzeug Bertone Novanta.

### Produktmerkmale und technologische Innovationen
Aufgrund der Erfahrungen im Flugzeugbau wurde auch bei Straßenfahrzeugen großer Wert auf Aerodynamik gelegt. Losgelöst von den Konventionen traditioneller Automobilhersteller erwarb sich Saab schnell den Ruf eines innovativen Unternehmens, der kontinuierlich gepflegt wurde.

#### Autodesigner für Saab
Der Designer der Saab Automobile vom Ur-Saab bis hin zum Saab 99 war der Schwede Sixten Sason (geb. Karl-Erik Sixten Andersson, 1912–1967), der auch an der Entwicklung der Mittelformat-Kamera Hasselblad 1600 F beteiligt war.

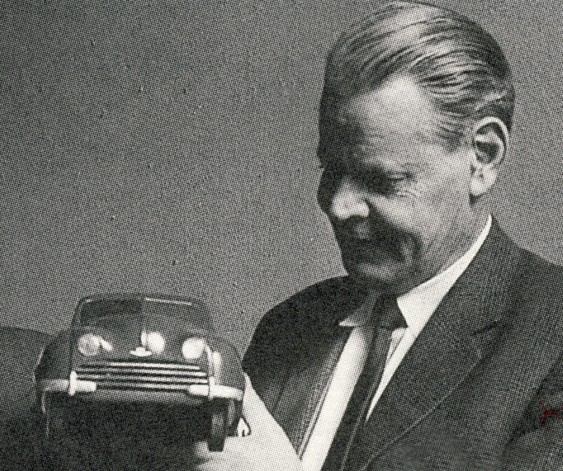
Sixten Sason, Chefdesigner bei Saab von 1939 bis 1967, revolutionierte mit seinem Talent für »Röntgenzeichnungen« die technische Dokumentation und beeinflusste maßgeblich das Design des Saab 92. Sein Fokus auf Aerodynamik und Benutzerfreundlichkeit trug maßgeblich zum Erfolg des Modells bei und setzte neue Standards im Automobildesign.

 Weitere Designer, die für Saab gearbeitet haben, sind Gunnar A. Sjögren, Gunnar Ljungström, Einar Hareide, Jason Castriota, Björn Envall, Simon Padian und Michael Mauer.

#### Turbotechnik
Als einer der ersten Hersteller beherrschte Saab den Bau von standfesten Turbomotoren mit Direktzündung. Im Oktober 1986 demonstrierte Saab die Überlegenheit des Turbokonzepts mit einem eindrucksvollen Rekordversuch auf dem Talladega Superspeedway in Alabama, USA. Unter dem Motto »Saab Turbo – In The Long Run« fuhren drei Serienfahrzeuge des Modells 9000 Turbo 16 mehr als 20 Tage und Nächte, um ihre Haltbarkeit und Leistungsfähigkeit zu testen. Die Veranstaltung unter der Leitung von Olle Granlund brachte hervorragende Ergebnisse: Alle drei Fahrzeuge überschritten die 100.000-Kilometer-Marke, das führende Fahrzeug erreichte eine Durchschnittsgeschwindigkeit von 213,299 km/h und stellte damit 21 internationale Geschwindigkeitsrekorde und zwei Weltrekorde auf. In den folgenden Jahren verkaufte Saab Sondermodelle des 9000er und des 900er der zweiten Generation unter dem Namen »Talladega«.

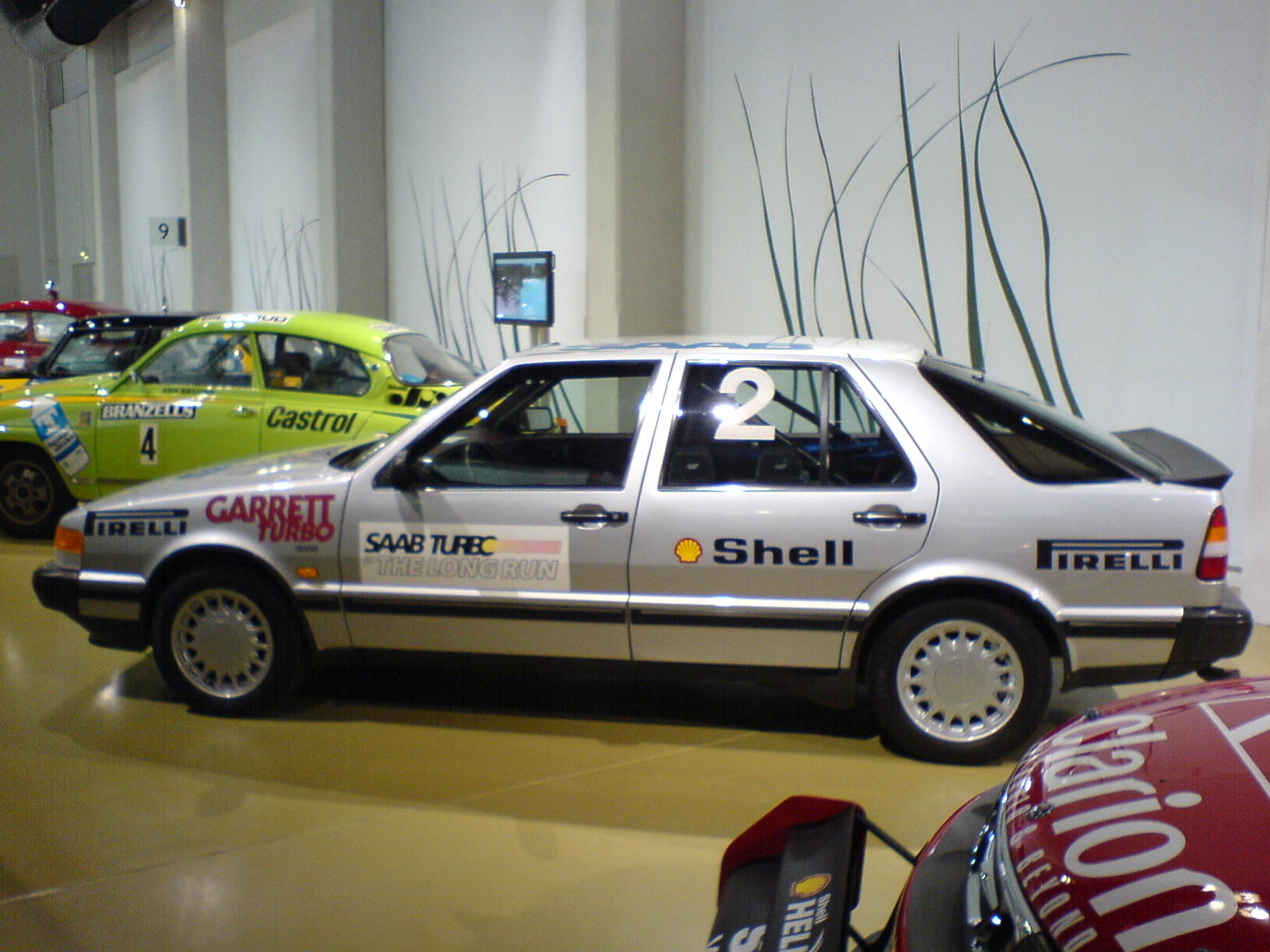
Nach dem erfolgreichen Abschluss von The Long Run wurde der Wagen Nr. 3 von Saab in den USA für deren Heritage Collection bewahrt. Eines seiner Geschwister blieb im Motor Speedway Museum in Talladega, während dieses Exemplar in das Saab Museum in Trollhättan zurückkehrte.

Die leistungsstarken Sportmodelle tragen traditionell den Beinamen Aero (früher auch Viggen oder Donnerkeil, abgeleitet vom gleichnamigen Kampfflugzeugmodell), in Anlehnung an das fliegerische Erbe der Marke.

#### Tuning
Seit 2002 ist der Schweizer Tuningbetrieb Hirsch Performance offizieller Werkstuner von Saab. Die getunten Fahrzeuge wurden unter dem Label Saab Performance by Hirsch verkauft.

#### Beispiele für Saab-Entwicklungen
| Jahr | Entwicklung                                                                      | Besondere Merkmale | Bild |
| ---- | -------------------------------------------------------------------------------- | --- | ---- |
|      |                                                                                  | |      |
| 1947 | Erster Seitenaufprallschutz                                                      | Entwickelt im Ursaab (Saab 92) aufgrund hoher Elchunfallrate in Schweden. Da in Schweden etwa jeder sechste Autounfall durch einen seitlich in oder auf einen Pkw springenden Elch verursacht wurde, war dort schon vor dem heutigen hohen Verkehrsaufkommen eine stabile Fahrgastzelle notwendig. Die ersten Saab wurden daher kopfüber aufgehängt und aus mehreren Metern auf den Boden fallen gelassen, um die Stabilität der Fahrgastzelle zu testen und zu verbessern. Dies machte bereits den ersten Saab zum sichersten, wenn auch aufgrund des DKW-Zweitaktmotors nicht betriebssichersten Auto seiner Zeit. |      |
| 1964 | Diagonal geteilte Zweikreisbremsanlage                                           | Zunächst im Saab 95 und 96, später allgemeiner Sicherheitsstandard. |      |
| 1970 | Scheinwerfer-Wisch-Waschanlage                                                   | Nach einer Idee von Prinz Bertil. |      |
| 1970 | Zündschloss in der Mittelkonsole                                                 | Bei nahezu allen Modellen von Saab befindet sich das Zündschloss in der Mittelkonsole. Diese Besonderheit soll der Sicherheit dienen, da Untersuchungen gezeigt haben, dass sich bei Unfällen viele Fahrer beim Aufprall auf das extrem harte Zündschloss die Knie zertrümmert haben. Aus diesem Grund wurde das Zündschloss in den Bereich hinter dem Schalthebel verlegt, so dass sich kein harter Gegenstand mehr auf der Lenkstange befand. Außerdem hatte dies einen besonderen Effekt, der zum Diebstahlschutz beitrug. So konnte der Zündschlüssel nur bei eingelegtem Rückwärtsgang (bei Automatikgetriebe in Stellung P) abgezogen werden, das Getriebe war dann mit einem Stahlbolzen verriegelt. Beim Saab 9³ II wurde aufgrund der Gleichteilestrategie im GM-Konzern auf diese Besonderheit verzichtet, stattdessen schaltet dort das Zündschloss elektrisch ein konventionelles Lenkradschloss. |      |
| 1971 | Elektrisch beheizte Sitze                                                        | Einführung im Saab 95 und 96. |      |
| 1971 | Selbstreparierende Stoßstangen                                                   | Bis 8 km/h ohne Schäden. |      |
| 1973 | Seitenaufprallschutz in den Türen und Innendach aus stoßabsorbierender Glasfaser | [ 207 ] [ 208 ] |      |
| 1978 | Erster Kabinenluftfilter (Pollenfilter)                                          | Einführung in verschiedenen Saab-Modellen. |      |
| 1980 | Automatic Performance Control (APC)                                              | Verbesserung der Motorleistung und Effizienz. |      |
| 1985 | Direktzündung                                                                    | Zündspule direkt über der Zündkerze, keine Zündverteiler und -kabel notwendig. |      |
| 1991 | Trionic-Motorsteuerung                                                           | Erste Motorsteuerung mit 32-Bit-Prozessor. |      |
| 1993 | Nightpanel                                                                       | Die Saab-Modelle 900-II, 9³ und 9-5 sind oft mit der Funktion Nightpanel ausgerüstet: Bei Nachtfahrten kann die Cockpitbeleuchtung mit Ausnahme der unteren Tachoanzeige per Knopfdruck ausgeschaltet werden. Lediglich eventuelle Warnhinweise werden angezeigt. Auch diese Innovation soll der Sicherheit dienen und ein ruhigeres Fahren bei Nacht sowie eine erhöhte Konzentration auf den Verkehr ermöglichen. |      |
| 1993 | Safeseat-Konzept                                                                 | Das mit Preisen ausgezeichnete Safeseat-Konzept verbessert im Saab 900 II die Sicherheit der Rücksitze mittels eines an ihrer Oberkante angebrachten, massiven Querträgers. |      |
| 1993 | Bordcomputer und SID (Saab-Info-Display)                                         | In der oberen Mittelkonsole befindet sich das bernsteinfarbene SID. Neben dem klassischen Bordcomputer mit Uhrzeit, Temperatur, Verbrauchs- und Geschwindigkeitsstatistik zeigt es eine Reihe von Warnmeldungen an: Fahrer oder Beifahrer nicht angeschnallt, Licht vorne oder hinten defekt, Schlüsselbatterie schwach, Wischwasserstand niedrig, Service fällig. Bei jeder ersten Warnmeldung ertönt ein charakteristischer Signalton. |      |
| 1993 | Außengriffe der Türen mit spezieller Griffschale                                 | Seit den 1990er Jahren entwickelte Modelle haben unter den äußeren Türgriffen eine nach innen gewölbte, anthrazitfarbene, pulverbeschichtete Schale, die verhindert, dass der Türlack im Bereich des Türgriffs durch Ringe oder Ähnliches zerkratzt wird. Insbesondere bei hellen Fahrzeuglackierungen führen die dunklen Griffschalen zu einer starken optischen Betonung der Türgriffe. Ähnliche Konstruktionen gibt es bei Volvo und beim 7er-BMW. |      |
| 1996 | Aktive Kopfstützen (SAHR)                                                        | 1996 wurden von Saab aktive Kopfstützen entwickelt und verbaut. Das Saab Active Head Restraints (SAHR) genannte System vermindert bei Unfällen die Gefahr von Schleudertraumata. |      |
| 1997 | Ventilierte Vordersitze                                                          | Der Saab 9-5 wurde als erster Pkw mit ventilierten Vordersitzen ausgerüstet. |      |
| 1998 | Doppelte Sonnenschutzblende                                                      | In den skandinavischen Ländern steht die Sonne oft tief und kann daher besonders blenden. Der 9-5 ist deshalb mit zweilagigen Sonnenblenden ausgestattet. Die erste Lage – mit beleuchtetem Schminkspiegel – kann nach unten und seitlich weg von der Seitenscheibe geklappt werden, die zweite Lage wiederum nach unten. |      |
| 2007 | Haldex-Kupplung der vierten Generation                                           | Entwickelt in Kooperation mit Haldex, bekannt als XWD bei Saab. Das Haldex-Grundprinzip soll vom Saab-Mitarbeiter Sigge Johannsson stammen, das Patent wurde anschließend an Haldex verkauft. |      |

#### Weitere Entwicklungsbereiche
- Mobile Reibungsprüfstände: Saabs als Friction Tester wurden in den 1970er Jahren in Zusammenarbeit mit dem schwedischen Institut für Straßen- und Verkehrsforschung (VTI) entwickelt, um die Reibung auf Straßenoberflächen genau zu messen. Nach dem Verkauf von Saab Automobile an General Motors im Jahr 1991 wurde dieser Bereich ausgegliedert und die eigenständige Firma CFME gegründet. Die Firma Sarsys produzierte ebenfalls Friction Tester für Flughäfen auf Saab-Basis.[222][223][224]

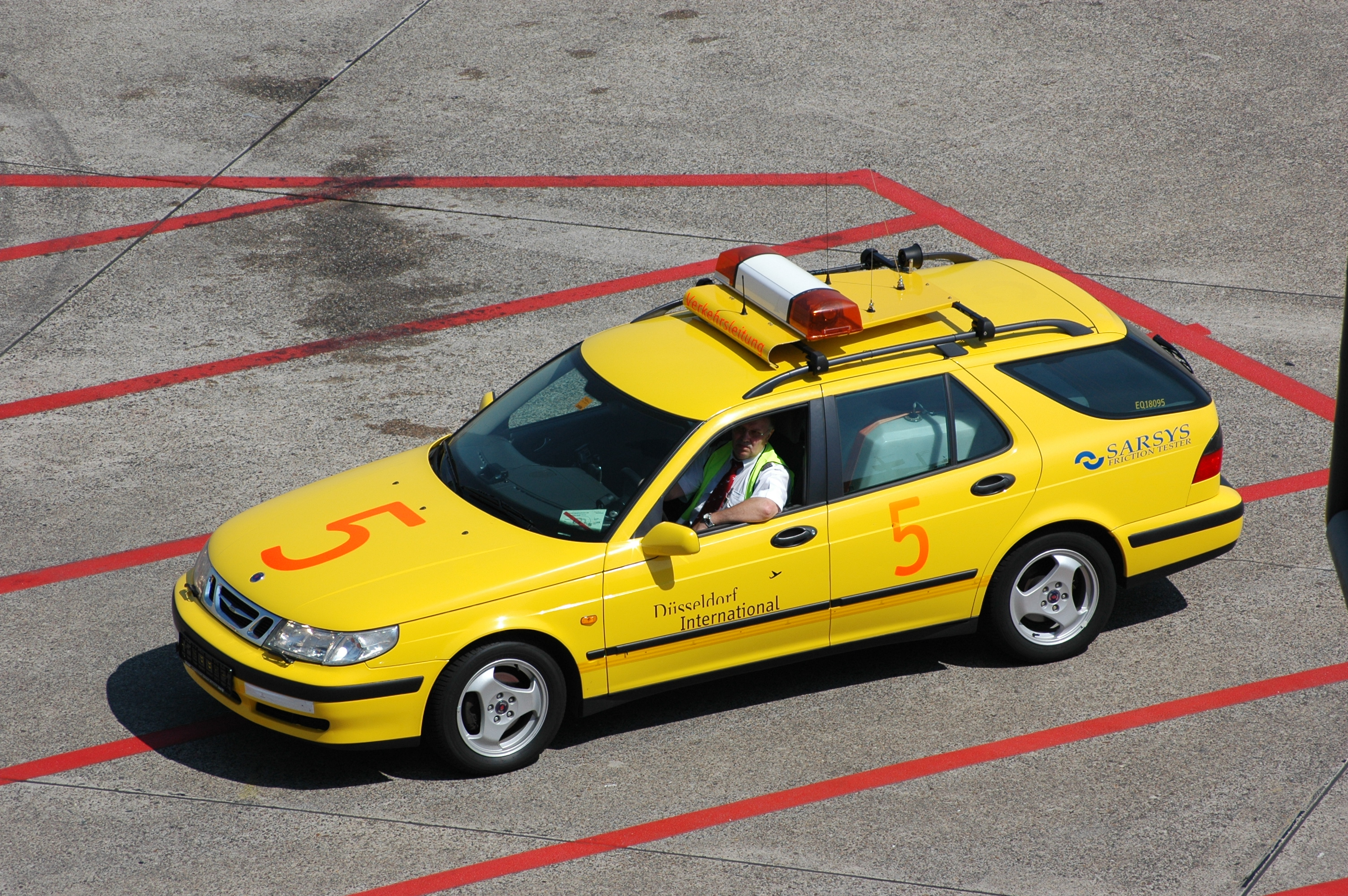
Ein 9⁵ als Friction Tester am Flughafen Düsseldorf

- Fahrsicherheitstrainings: Das Saab Performance Team organisierte öffentliche (teilweise akrobatische) Vorführungen mit Fahrzeugen und führte auch Fahrsicherheitstrainings durch. Heute firmiert es als DynaTech Performance Team des Automobilzulieferers DynaTech.

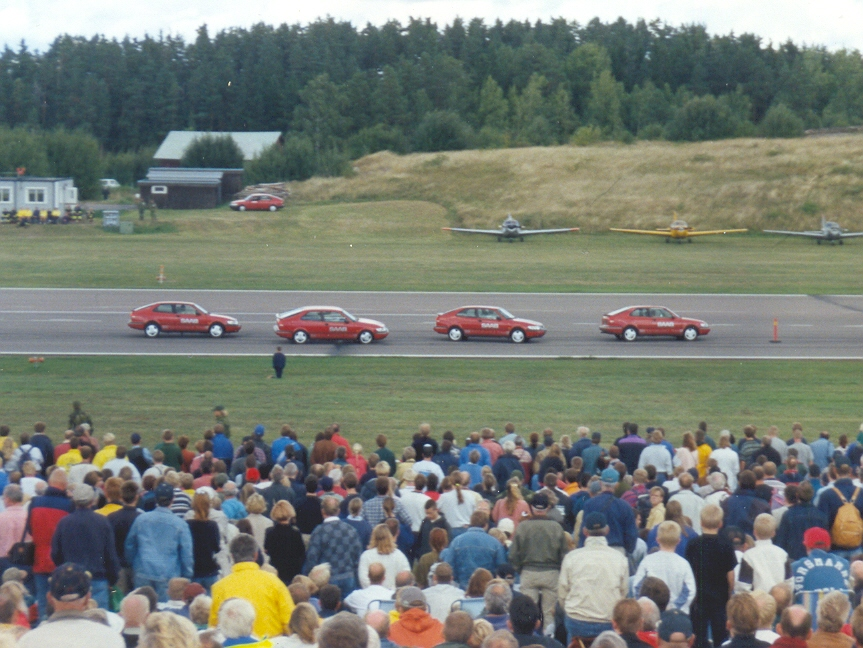
Vorführung des Saab Performance Teams auf einem Flugplatz in den 1990er Jahren

- Wohnwagen: Unter dem Namen SAABO wurden in den 1960er Jahren über 400 Exemplare eines 290 kg schweren Wohnwagens produziert[225], da es bis dahin keine Wohnwagen für höhere Geschwindigkeiten gab. Das Design orientierte sich am Automobildesign. Die externe Firma Toppola bot später eine kleine Wohnkabine für Saab-Modelle an.

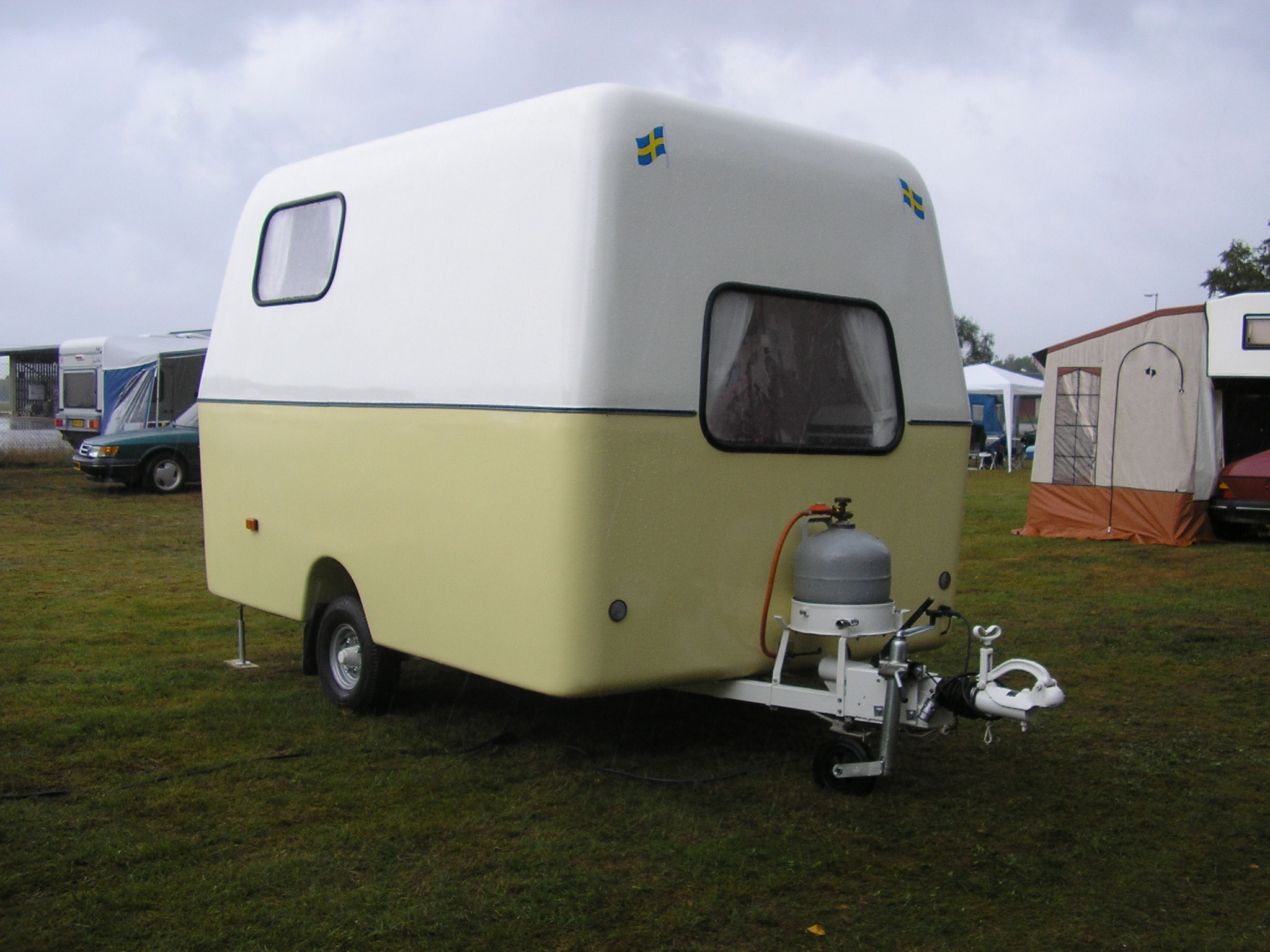
Der von Saab von 1964 bis 1968 entwickelte und produzierte SaabO war ein Wohnwagen, der von Autos mit nur 25 PS gezogen werden konnte, wie z. B. dem 38-PS-Zweitakter Saab 96.

## Museum
Das Saab Car Museum, manchmal auch Saab Bilmuseum genannt, ist das ehemalige Automuseum des Automobilherstellers.

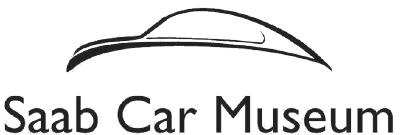
Das Saab Car Museum präsentiert fast siebzig Jahre schwedische Automobilgeschichte.

Das Museum befindet sich in einem der alten Fabrikgebäude, die einst NOHAB in Trollhättan gehörten, und verfügt über eine Saab-Sammlung – vom ersten Prototyp bis zu modernen Modellen sowie Modellen, die nicht in Massenproduktion hergestellt wurden.

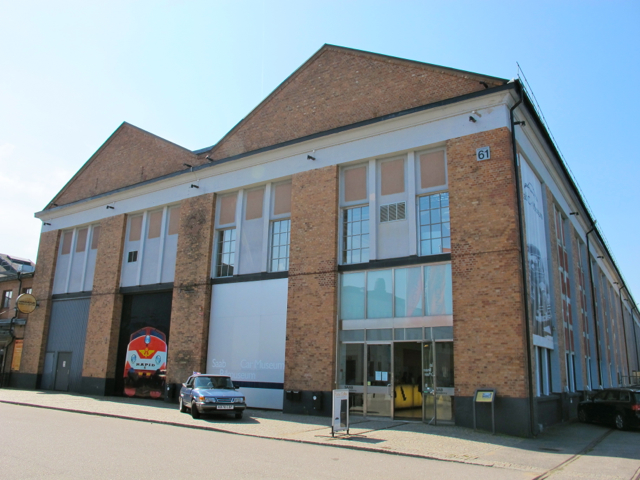
Die ehemalige NOHAB-Schmiede – heute Museum

Eine Besonderheit des Museums ist, dass viele seiner Mitarbeiter ehemalige Mitarbeiter der Saab Automobile AB und Freiwillige sind. Das Museum gehört zu 70 % der Gemeinde und zu 30 % der Saab AB. Die Stadt Trollhättan und die Region Västra Götaland sind für die Betriebskosten verantwortlich.

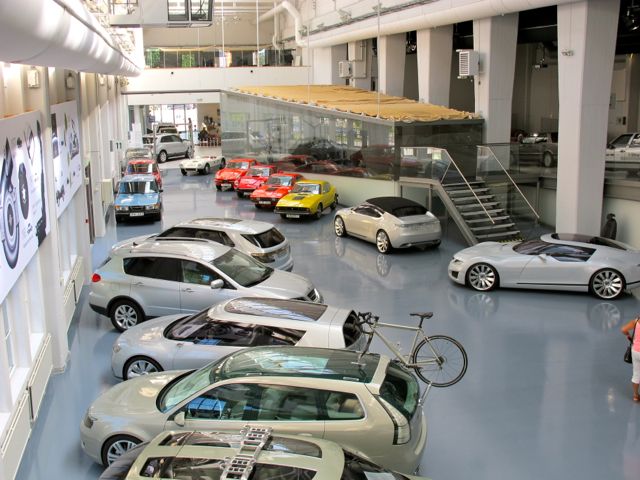
Die Sammlung des Museums umfasst ca. 120 Fahrzeuge, von denen ca. 70 ausgestellt sind.

Als Saab Automobile im Dezember 2011 Konkurs anmeldete, wurde das Museumsinventar Teil der Konkursmasse des Unternehmens. Der Insolvenzverwalter schrieb diese im Januar 2012 zum Verkauf aus. Die Stadt Trollhättan und Saab AB gewannen die Ausschreibung für 28 Mio. SEK. Die Stiftung von Marcus und Amalia Wallenberg unterstützte die Gemeinde auf Vermittlung von Peter „Poker“ Wallenberg mit sechs Millionen Kronen. Im Museum steht heute auch ein Saab 9³ Sport Sedan aus dem Jahr 2006, mit dem Peter Wallenberg Jr. einst am 24-Stunden-Rennen auf dem Nürburgring teilnahm. Nach dem Tod seines Vaters fand die Familie in dessen Garage einen schwarzen Saab 9000, Baujahr 1986, und schenkte ihn dem Museum. Dieser Wagen war über ein eingebautes Telefon direkt mit der Telefonzentrale der SEB verbunden.

### Saab Car Museum Festival
In zweijährlichem Rhythmus organisiert das Museum, unter Leitung von Peter Bäckström und unter Beteiligung des schwedischen SAAB-Clubs, zusammen mit dem Freundeskreis des Museums das Saab Car Festival, zu dem Besucherinnen und Fans aus aller Welt kommen – darunter Uruguay, Neuseeland, Tasmanien und Australien. Insgesamt zählten die Veranstalter im Jahr 2024 fast 8.000 Besucher im Museum, und am Samstag, dem großen Tag des Festivals, standen fast 1.400 Saab-Fahrzeuge auf dem Gelände. Das nächste Festival findet 2027 statt, da 2026 das IntSaab-Festival in Stockholm stattfindet. Seit 1978 wird das Internationale Saab Treffen – IntSaab – traditionell von einem Saab Club organisiert, der jedes Jahr wechselt.

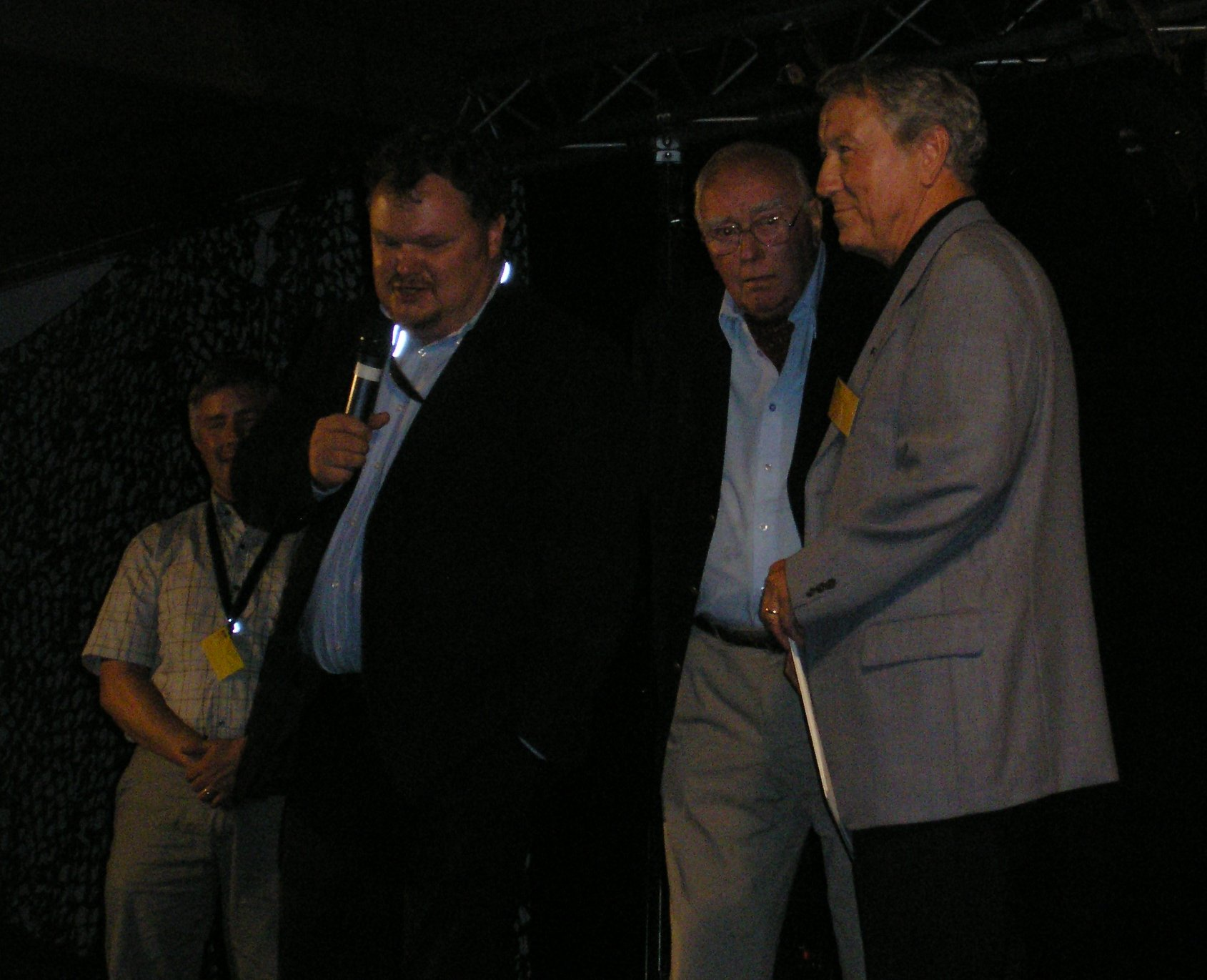
Beim Internationalen SAAB-Treffen 2006: Martin Bergstrand (Vorsitzender des Svenska Saabklubben), Peter Bäckström (Leiter des SAAB-Museums in Trollhättan), Erik Carlsson (Rallyefahrer) und der langjährige Saab-Illustrator Rony Lutz

In Sturgis, South Dakota, USA, gibt es noch das Saab Heritage Car Museum USA mit über 100 Fahrzeugen, darunter Saab aus der GM Heritage Collection und der älteste Saab des Landes.